# История Российской империи
История Российской империи — часть истории России, охватывающая период c момента принятия  Петром I титула Императора Всероссийского 22 октября (2 ноября) 1721 года до упразднения монархии в результате революции 1917 года.

## Образование Российской империи

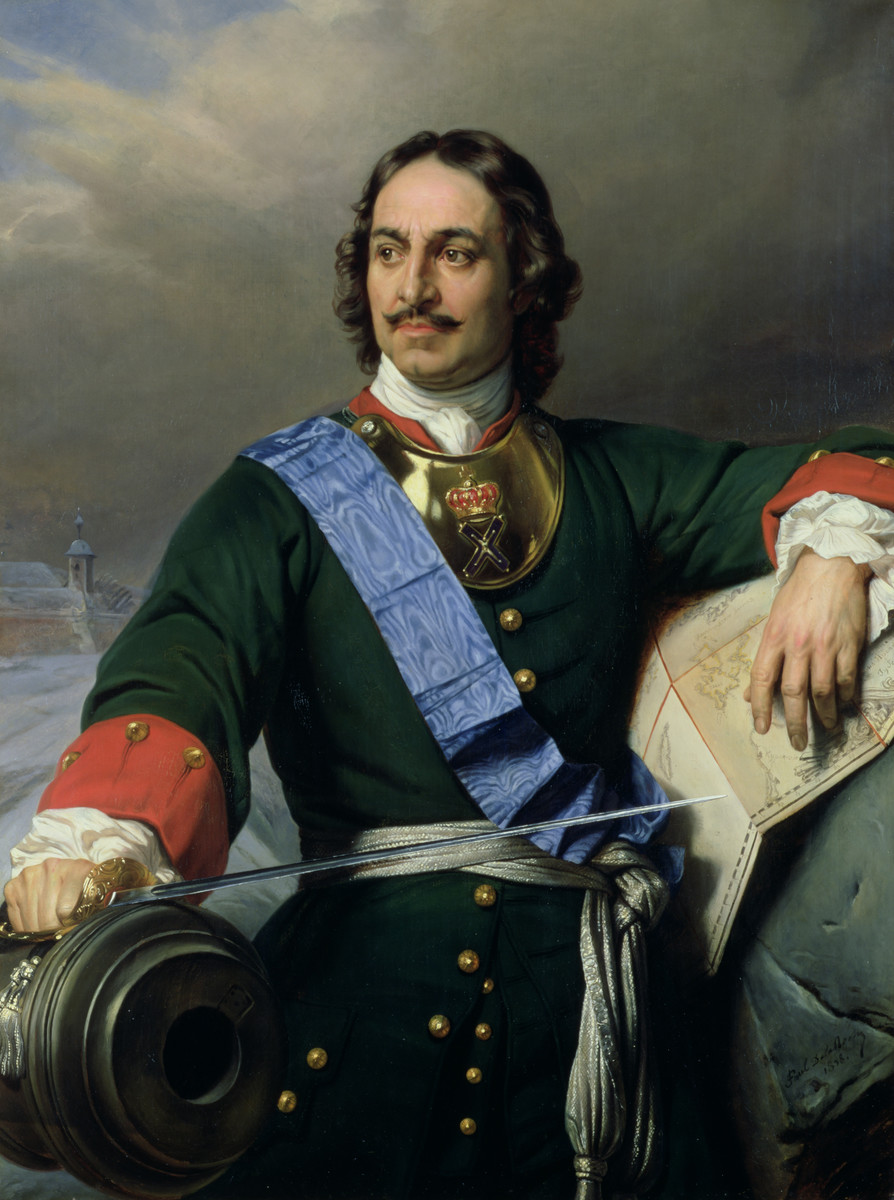
Император Пётр I Великий

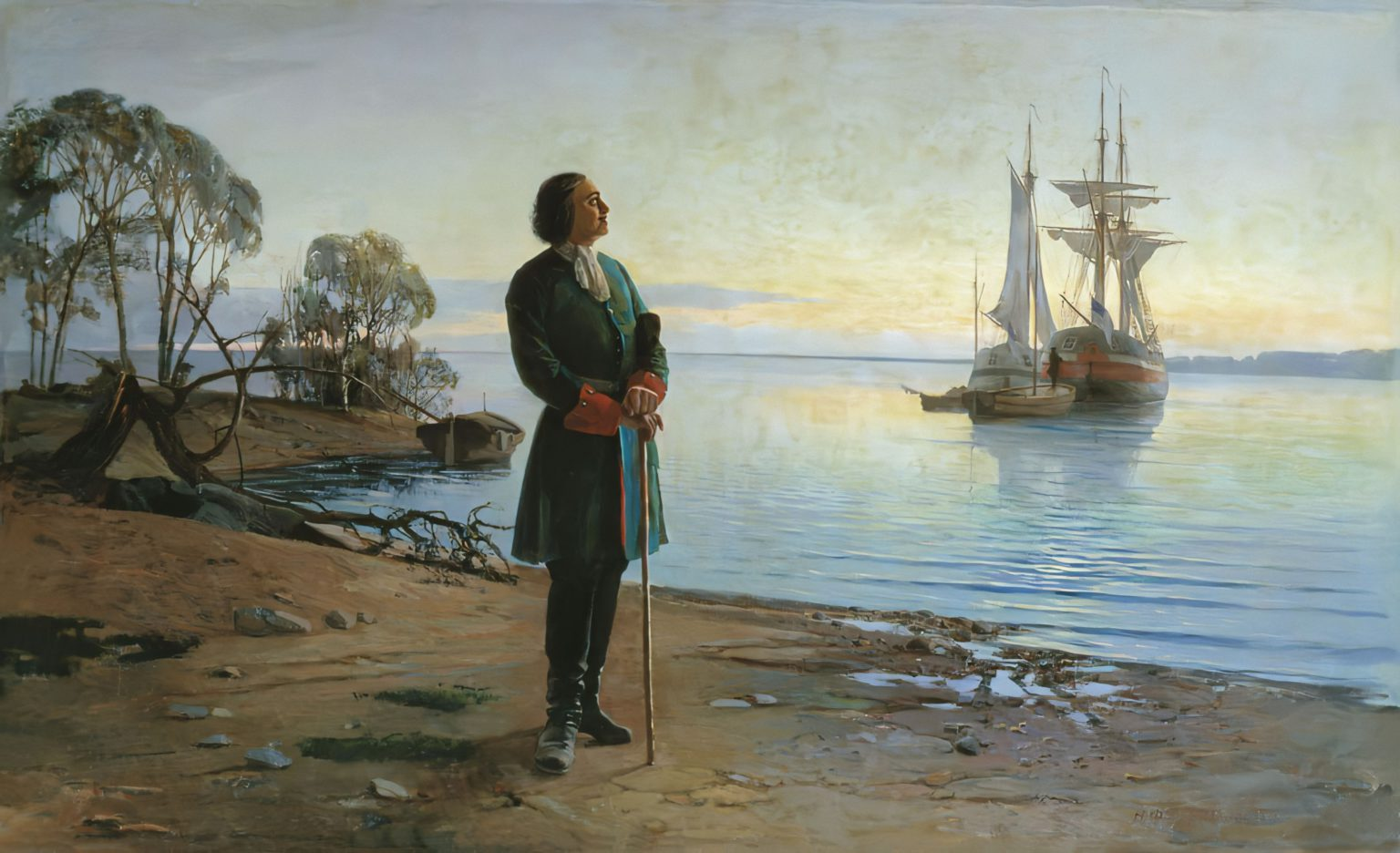
Здесь будет город заложен. 1880. Николай Добровольский

Царь Пётр I провёл радикальные изменения во внутренней и внешней политике государства. В результате Северной войны 1700—1721 годов была разгромлена шведская армия, в Гангутском сражении под руководством генерал-адмирала Фёдора Апраксина и при личном участии Петра I в абордажной атаке одержана первая в истории России морская победа, 10 (21) сентября 1721 года заключён Ништадтский мирный договор и возвращены русские земли, захваченные Швецией в конце XVI века, Россия получила выход в Балтийское море, а также были присоединены Эстляндия, Лифляндия, Ингерманландия. Результатом Персидского похода (1722—1723) стал Петербургский мирный договор, согласно которому к России отошли города Дербент, Баку, Решт и провинции Ширван, Гилян, Мазендеран и Астрабад.
По результатам Северной войны, для адаптации царского титула под принятую в Европе систему титулатур и в качестве символа повышения международного статуса России, Пётр I принял от сенаторов титулы Императора Всероссийского и Отца отечества, Российское государство стало называться Российской империей.
В устье Невы был построен город-порт Санкт-Петербург, куда в 1712 году была перенесена столица России. В 1703 г. основана крепость Кронштадт. 1 (11) января 1700 года указом Петра I в России введён юлианский календарь. Русское царство в 1721 году становится Российской империей, во главе с императором всероссийским.
Первый Император Всероссийский Пётр I предпринял целый ряд реформ. Им была проведена реформа государственного управления, преобразования в армии, был создан военный флот, была осуществлена реформа церковного управления, направленная на ликвидацию автономной от государства церковной юрисдикции и подчинение российской церковной иерархии Императору. Также была осуществлена финансовая реформа, предпринимались мероприятия по развитию промышленности и торговли. В 1703 году был основан Санкт-Петербург, а в 1712 году он стал столицей государства вместо Москвы.
После возвращения из Великого посольства Пётр I повёл борьбу с внешними проявлениями «устаревшего» образа жизни (наиболее известен запрет на бороды), но не менее обращал внимание на приобщение дворянства к образованию и светской европеизированной культуре. Стали появляться светские учебные заведения, основана первая русская газета, появляются переводы многих книг на русский. Успех по службе Пётр поставил для дворян в зависимость от образования.
В 1699 году Пётр I учредил первый российский орден Святого апостола Андрея Первозванного. Первым кавалером высшей награды Российской империи стал канцлер Фёдор Головин, спасший Петра I во время стрелецкого бунта, адмирал, руководивший в том числе русской дипломатией, создатель разветвлённой сети дипломатических представительств за рубежом. В 1722 году Петром I была введена Табель о рангах, дающая возможность отдельным представителям низших сословий за особые заслуги получать дворянство.
В период правления Петра I начала формироваться государственная концепция триединого русского народа как совокупности великороссов, малороссов и белорусов, связанная с именем архимандрита Киево-Печерской лавры Захария Копыстенского (1621 год), в дальнейшем концепция получила развитие в трудах сподвижника Петра I, архиепископа, профессора Феофана Прокоповича.
Азовские походы Петра I как продолжение начатой царевной Софьей войны с Османской империей и Крымом за выход в Чёрное море, завершились взятием крепости Азов, основанием города Таганрога в качестве гавани для базирования морского флота; заключением Константинопольского мирного договора (1700), но выход в Чёрное море Россия пока обеспечить не смогла. За взятие города Азова командующий сухопутными войсками воевода Алексей Шеин стал первым в истории России генералиссимусом.
Пётр ясно осознавал необходимость просвещения, и предпринял с этой целью ряд решительных мер. 14 (25) января 1701 в Москве была открыта школа математических и навигационных наук. В 1701—1721 годах были открыты артиллерийская, инженерная и медицинская школы в Москве, инженерная школа и морская академия в Петербурге, горные школы при Олонецких и Уральских заводах. В 1705 году была открыта первая в России гимназия. Целям массового образования должны были служить созданные указом 1714 года цифирные школы в провинциальных городах, призванные «детей всякого чина учить грамоте, цифири и геометрии». Предполагалось создать по две такие школы в каждой губернии, где обучение должно было быть бесплатным. Для солдатских детей были открыты гарнизонные школы, для подготовки священников создана сеть духовных школ в 1721 году. Указами Петра было введено обязательное обучение дворян и духовенства, но аналогичная мера для городского населения встретила яростное сопротивление и была отменена. Попытка Петра создать всесословную начальную школу не удалась (создание сети школ после его смерти прекратилось, большинство цифирных школ при его преемниках были перепрофилированы в сословные школы для подготовки духовенства), но тем не менее в его царствование были заложены основы для распространения образования в России.

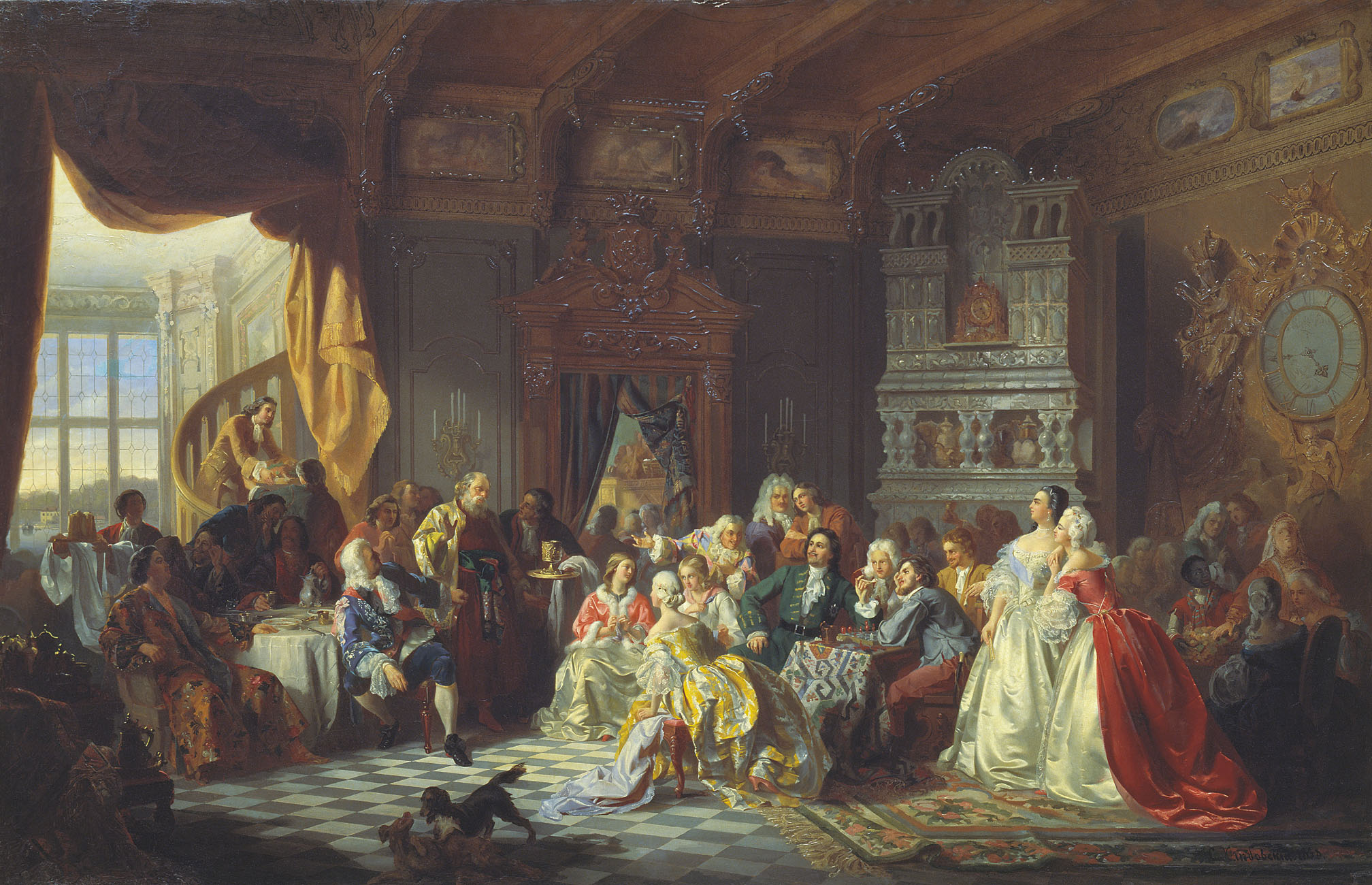
Станислав Хлебовский. Ассамблея при Петре I

Петром были созданы новые типографии, в которых за 1700—1725 годы напечатано 1312 наименований книг (в два раза больше, чем за всю предыдущую историю русского книгопечатания). Благодаря подъёму книгопечатания потребление бумаги выросло с 4-8 тысяч листов в конце XVII века, до 50 тысяч листов в 1719 году.
Произошли изменения в русском языке, в который вошли 4,5 тысячи новых слов, заимствованных из европейских языков.
В 1724 году Пётр утвердил устав организуемой Академии наук (открылась в 1725 году после его смерти).
Увеличение военных расходов привело к финансовому кризису и резкому увеличению количества налогов, была введена государственная монополия на ряд товаров с повышением цены на них, введена подушная подать, вместо подворного налога и увеличено количество податных лиц,, крестьяне были приравнены к частновладельческим холопам, которые впервые стали также платить подать, что привело, в свою очередь, к массовому бегству крепостных на Дон и Булавинскому восстанию. Правление Петра I отмечено широким распространением каторжных работ.
Финансовая реформа Петра I на основе концепции меркантилизма заключалась в развитии мануфактур и добычи полезных ископаемых; введении множества новых налогов; систематизации сбора налогов посредством организации Ратуши, Камер-коллегии и Штатс-контор-коллегии; перечеканки иностранных монет; были введены новые номиналы монет и разменные медные монеты, понижены вес и проба монет.
Развитие промышленности и торговли, в том числе казённых и частных металлоделательных заводов, способствовало тому, что Россия с 1716 года стала отправлять железо на экспорт. В 1725 году на Нижнетагильском заводе Акинфия Демидова была пущена самая большая в то время в мире домна.
Особое значение имело строительство каменного Петербурга, в котором принимали участие иностранные архитекторы и которое осуществлялось по разработанному царём плану. Им создавалась новая городская среда с незнакомыми прежде формами быта и времяпрепровождения (театр, маскарады). Изменилось внутреннее убранство домов, уклад жизни, состав питания и пр.
Специальным указом царя в 1718 года были введены ассамблеи, представлявшие новую для России форму общения между людьми. На ассамблеях дворяне танцевали и свободно общались, в отличие от прежних застолий и пиров.
Реформы, проведённые Петром I, затронули не только политику, экономику, но также искусство. Пётр приглашал иностранных художников в Россию и одновременно посылал талантливых молодых людей обучаться «художествам» за границу. Во второй четверти XVIII в. «петровские пенсионеры» стали возвращаться в Россию, привозя с собой новый художественный опыт и приобретённое мастерство.
Реформы Петра I были направлены на повышение уровня управляемости и эффективности государственных структур, способствовали модернизации: армии — роль регулярных частей возросла, армии стали постоянными и не распускались после военных кампаний, солдаты отрывались от семей и занимались только военным ремеслом; государственного аппарата — выходцы из недворянских сословий теоретически могли дослуживаться до самых высоких чинов, высшим государственным органом стал Правительствующий сенат, приказы заменены коллегиями, Россия была разделена на губернии, провинции и уезды; и образования — введён гражданский шрифт, возникла система профессионального образования: открыты навигацкие, пушкарские, госпитальные школы и т. п., получение образования для дворян стало обязательным, открыт Петербургский университет, первый в России музей, первая в России библиотека, основана первая российская печатная газета. В 1724 году указом Петра I была основана Петербургская академия наук.
30 декабря 1701 (10 января 1702) года Пётр издал указ, которым предписывалось писать в челобитных и прочих документах имена полностью вместо уничижительных полуимён (Ивашка, Сенька и т. п.), на колени перед царём не падать, зимой на морозе шапку перед домом, в котором находится царь, не снимать. Он так пояснял необходимость этих нововведений: «Менее низости, более усердия к службе и верности ко мне и государству — сия то почесть свойственна царю…»
Пётр I издал ряд указов против дискриминации незаконнорождённых младенцев и по примеру новгородского архиерея Иова (основавшего в 1706 году первый в России воспитательный дом — приют для подкидышей и незаконнорождённых, созданный в упразднённом монастыре) создал ряд приютов для таких детей.
Пётр пытался изменить положение женщин в русском обществе. Он специальными указами (1700, 1702 и 1724 годов) запретил насильственную выдачу замуж и женитьбу. Предписывалось, чтобы между обручением и венчанием был не менее чем шестинедельный период, «дабы жених и невеста могли распознать друг друга». Если же за это время, говорилось в указе, «жених невесты взять не похочет, или невеста за жениха замуж идти не похочет», как бы на том ни настаивали родители, «в том быть свободе». С 1702 года самой невесте (а не только её родственникам) было предоставлено формальное право расторгнуть обручение и расстроить сговоренный брак, причём ни одна из сторон не имела права «о неустойке челом бить». Законодательные предписания 1696—1704 годов о публичных празднествах вводили обязательность участия в торжествах и празднествах всех россиян, в том числе «женского пола».
В целом реформы Петра были направлены на укрепление государства и приобщение элиты к европейской культуре с одновременным усилением абсолютизма. В ходе реформ было преодолено технико-экономическое отставание России от ряда других европейских государств, завоёван выход к Балтийскому морю, проведены преобразования во многих сферах жизни российского общества. Постепенно в среде дворянства складывалась система ценностей, мировосприятия, эстетических представлений, которая коренным образом отличалась от ценностей и мировоззрения большинства представителей остальных сословий. В то же время народные силы были крайне истощены, были созданы предпосылки (Указ о престолонаследии) для кризиса верховной власти, которые привели к «эпохе дворцовых переворотов».
Преобразования эпохи Петра I привели к усилению российского государства, созданию современной европейской армии, развитию промышленности и распространению образования среди высших классов населения. Установилась абсолютная монархия во главе с императором, которому подчинялась также церковь (через обер-прокурора Священного Синода). Боярство потеряло самостоятельную роль в управлении государством и начало сближаться по положению со служивым дворянством.

### Великая Северная война

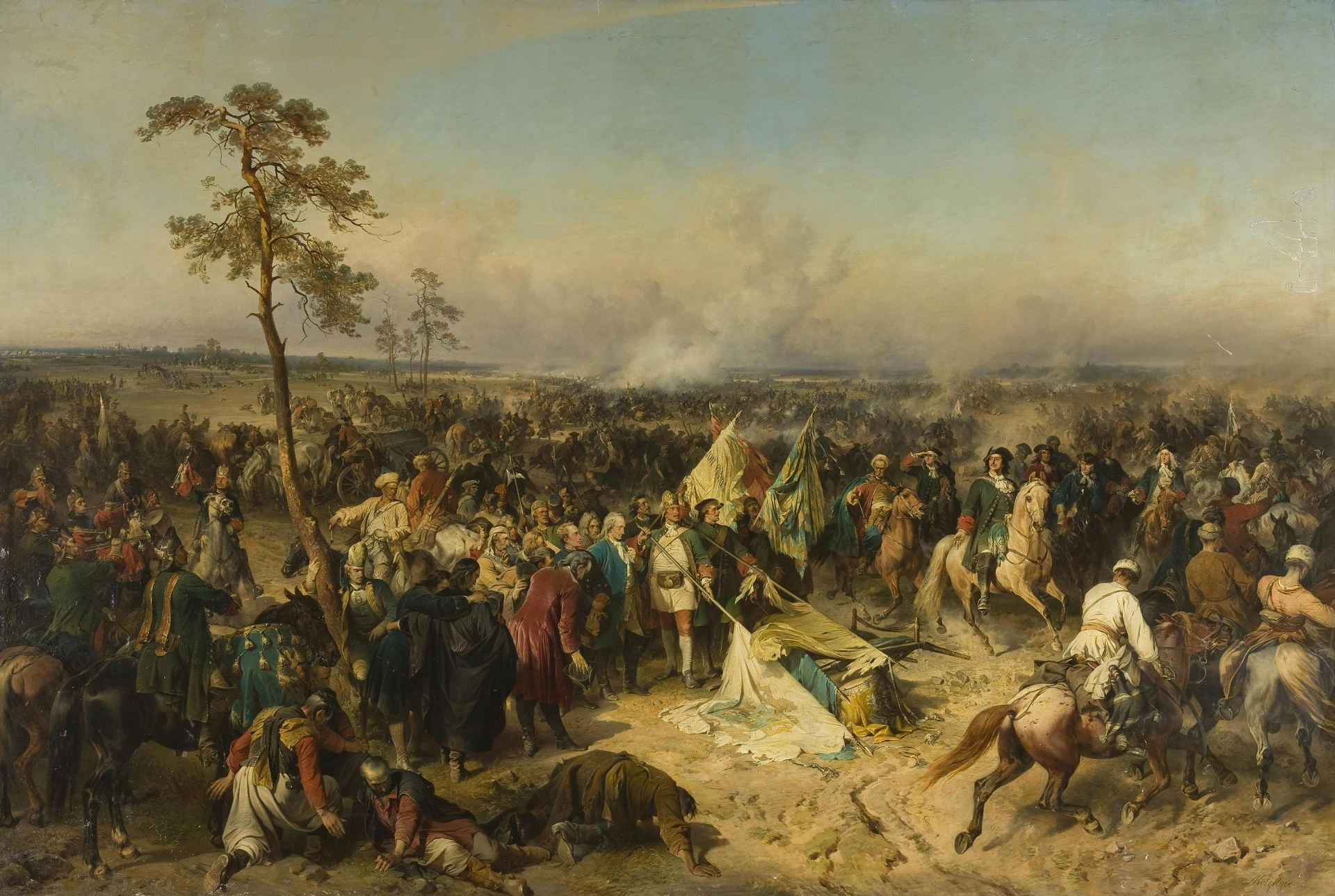
А. Е. Коцебу. «Полтавская победа»

После возвращения Петра из Великого посольства царь начал готовиться к войне со Швецией за выход к Балтийскому морю. В 1699 году был создан Северный союз против шведского короля Карла XII, в который помимо России вошли Дания, Саксония и Речь Посполитая во главе с саксонским курфюрстом и польским королём Августом II. Движущей силой союза было стремление Августа II отобрать у Швеции Лифляндию, за помощь он обещал России возврат земель, прежде принадлежавших русским (Ингерманландии и Карелии).
Для вступления в войну России необходимо было заключить мир с Османской империей. После достижения перемирия с турецким султаном сроком на 30 лет Россия 19 (30) августа 1700 года объявила войну Швеции под предлогом отмщения за обиду, оказанную царю Петру в Риге.
План Карла XII заключался в том, чтобы поодиночке разбить противников с помощью англо-голландского флота. В скором времени после бомбардировки Копенгагена Дания 8 (19) августа 1700 года вышла из войны, ещё до вступления в неё России. Неудачно закончились попытки Августа II захватить Ригу.
Поражением русской армии закончилась попытка захватить крепость Нарву. 19 (30) ноября 1700 года Карл XII с 8500 солдатами атаковал лагерь русских войск и полностью разгромил 35-тысячную неокрепшую русскую армию. Сам Пётр I уехал от войск в Новгород за 2 дня до того.
Посчитав, что Россия достаточно ослаблена, Карл XII ушёл в Ливонию, чтобы направить все силы против основного, как ему казалось, противника — Августа II.
Однако Пётр, наскоро реорганизовав армию по европейскому образцу, возобновил боевые действия. Уже 11 (22) октября 1702 года Россия захватила крепость Нотебург (переименована в Шлиссельбург), а весной 1703 года — крепость Ниеншанц в устье Невы. Здесь 16 (27) мая 1703 года началось строительство Санкт-Петербурга, а на острове Котлин разместилась база русского флота — крепость Кроншлот (впоследствии Кронштадт). В 1704 году были взяты Нарва, Дерпт, Россия прочно закрепилась в Восточной Прибалтике. На предложение заключить мир Пётр I получил отказ.
После низложения Августа II в 1706 году и замены его польским королём Станиславом Лещинским, Карл XII начал роковой для него поход на Россию. Захватив Минск и Могилёв, король не решился идти на Смоленск. Заручившись поддержкой украинского гетмана Ивана Мазепы, Карл двинул войска на юг из продовольственных соображений и с намерением усилить армию сторонниками И. Мазепы. 28 сентября (9 октября) 1708 года у деревни Лесной шведский корпус Левенгаупта, шедший на соединение с армией Карла XII из Лифляндии, был разбит русской армией под командованием А. Д. Меншикова. Шведская армия лишилась подкрепления и обоза с военными припасами. Позднее Пётр I отмечал годовщину этой битвы как поворотный момент в Северной войне.
В Полтавской битве 27 июня (8 июля) 1709 года армия Карла XII потерпела решающее поражение, шведский король с малым гарнизоном солдат бежал в Османскую империю.
В 1710 году в войну вмешалась Турция. После поражения в Прутском походе 1711 года Россия вернула ей Азов и разрушила Таганрог, но за счёт этого удалось заключить очередное перемирие с турками.
Благодаря господству Швеции на море Северная война затянулась до 1721 года.
Среди наиболее ярких сражений на море можно выделить битву при мысе Гангут 27 июня (8 июля) 1714 года и при острове Гренгам в июле 1720 года. В обоих сражениях российский флот одержал победу.[нейтральность?]
30 августа (10 сентября) 1721 года между Россией и Швецией был заключён Ништадтский мир, по которому Россия получала выход в Балтийское море, присоединила территорию Ингрии, часть Карелии, Эстляндию и Лифляндию.
Россия стала великой европейской державой. Пётр I принял от Сената титулы «Великий» и «Отец Отечества», его провозгласили императором, а Россию — империей.

### Персидский поход
После окончания Северной войны Петр I предпринял поход в персидские области, прилегавшие к Каспийскому морю. Согласно Петербургскому мирному договору 1723 года Персия признавала за Россией Дербент и Баку и уступала Гилян, Мазендеран и Астрабад. Таким образом, к России отошло всё западное и южное побережье Каспийского моря.

## Эпоха дворцовых переворотов

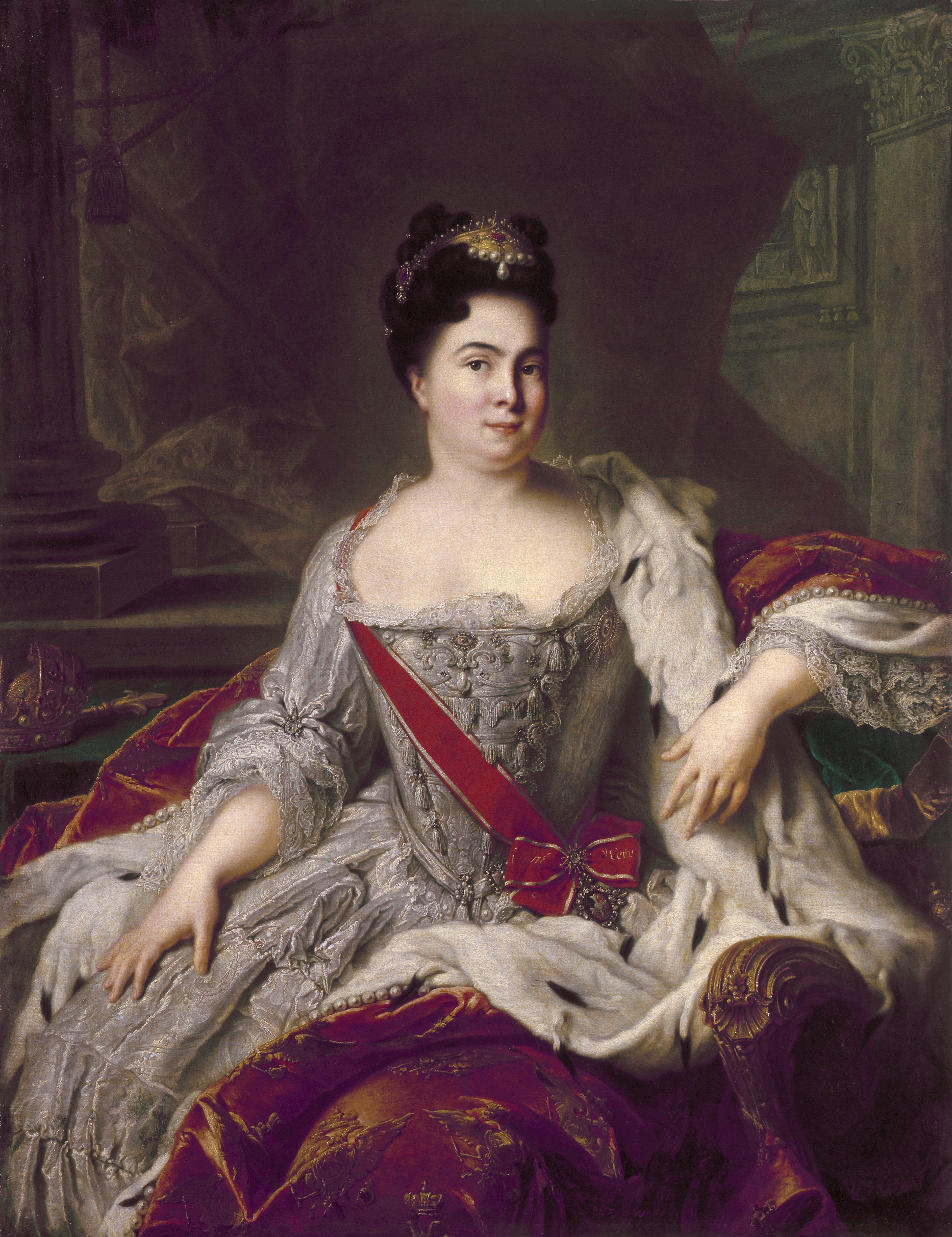
Императрица Екатерина I Алексеевна

Эпоха дворцовых переворотов — поочерёдный захват власти в XVIII веке различными представителями династии Романовых в условиях отсутствия чётких правил наследования престола. Условия нестабильности перехода верховной власти создались после смерти Петра I, издавшего в 1722 году «Устав о наследии престола», в котором закреплял за самодержцем право назначать себе любого преемника по своему усмотрению. При императрице Елизавете Петровне власть в России обрела устойчивость, а политика приобрела предсказуемость на 20 лет. Был основан Московский университет. Русская армия провела ряд удачных сражений против Пруссии в Семилетней войне (1756—1763), однако кончина императрицы вновь резко повернула политику империи.

### Екатерина Алексеевна
Пётр I умер ранним утром 28 января (8 февраля) 1725 года, не успев назвать преемника и не оставив сыновей. Народное большинство было за единственного мужского представителя династии — великого князя Петра Алексеевича, внука Петра I от погибшего при допросах старшего сына Алексея. Граф Толстой, генерал-прокурор Ягужинский, канцлер граф Головкин и князь Меншиков во главе служивой знати не могли надеяться на сохранение полученной от Петра I власти при Петре Алексеевиче. Когда Екатерина увидела, что больше нет надежды на выздоровление мужа, то поручила Меншикову и Толстому действовать в пользу своих прав. Гвардия была предана умирающему императору; эту привязанность она переносила и на Екатерину Алексеевну.
28 января (8 февраля) 1725 года Екатерина I взошла на престол Российской империи благодаря поддержке гвардии и вельмож, возвысившихся при Петре.

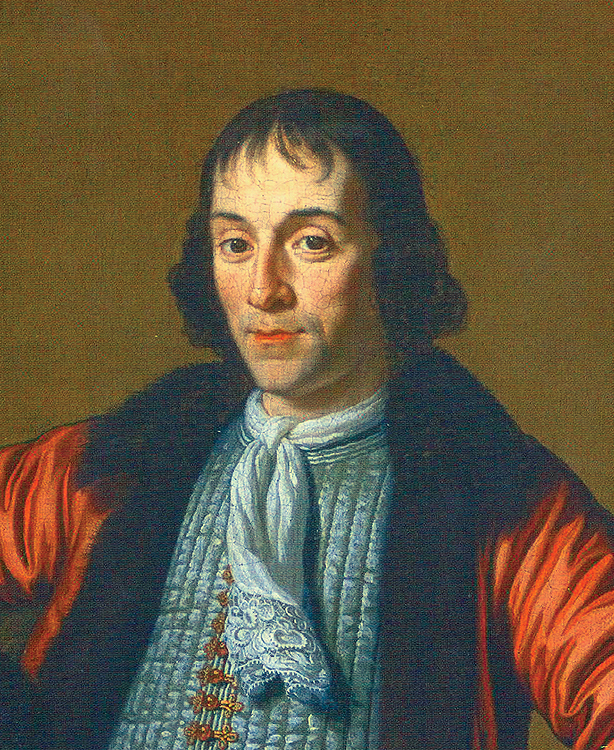
Генералиссимус и первый член Верховного тайного совета, светлейший князь Александр Меншиков

Фактическую власть в царствовании Екатерины сосредоточил князь и фельдмаршал Меншиков, а также Верховный тайный совет. Екатерина же полагалась в вопросах управления государством на своих советников. Её интересовали лишь дела флота — любовь Петра к морю коснулась и её.
По инициативе графа Петра Толстого в феврале 1726 года был создан новый орган государственной власти, Верховный тайный совет, где узкий круг главных сановников мог управлять Российской империей под формальным председательством императрицы. В Совет вошли генерал-фельдмаршал князь Александр Меншиков, генерал-адмирал граф Фёдор Апраксин, канцлер граф Гавриил Головкин, граф Пётр Толстой, князь Дмитрий Голицын, вице-канцлер барон Иоганн Остерман. Из шести членов нового учреждения только князь Голицын был выходцем из родовитых вельмож. В апреле в Верховный Тайный Совет был допущен молодой князь Иван Долгорукий.
Деятельность екатерининского правительства ограничивалась в основном мелкими вопросами, в то время как процветали казнокрадство, произвол и злоупотребления[нейтральность?]. Ни о каких реформах и преобразованиях речи не было, внутри Совета шла борьба за власть.
За два года правления Екатерины I Россия не вела больших войн, только на Кавказе действовал отдельный корпус под началом князя Долгорукова.

### Пётр II
Пётр II вступил на престол по завещанию Екатерины I 6 (17) мая 1727, когда ему было всего 11 лет, и умер в 14 лет от оспы. Пётр не успел проявить интереса к государственным делам и самостоятельно фактически не правил. Реальная власть в государстве находилась в руках Верховного тайного совета и в особенности фаворитов юного императора, сначала А. Д. Меншикова, а после его ссылки в сентябре 1727 г. — Долгоруковых.
После репрессий петровского времени было дано послабление от денежных повинностей и рекрутских наборов, а 4 (15) апреля 1729 года был ликвидирован карательный орган — Преображенский приказ.

### Анна Иоанновна

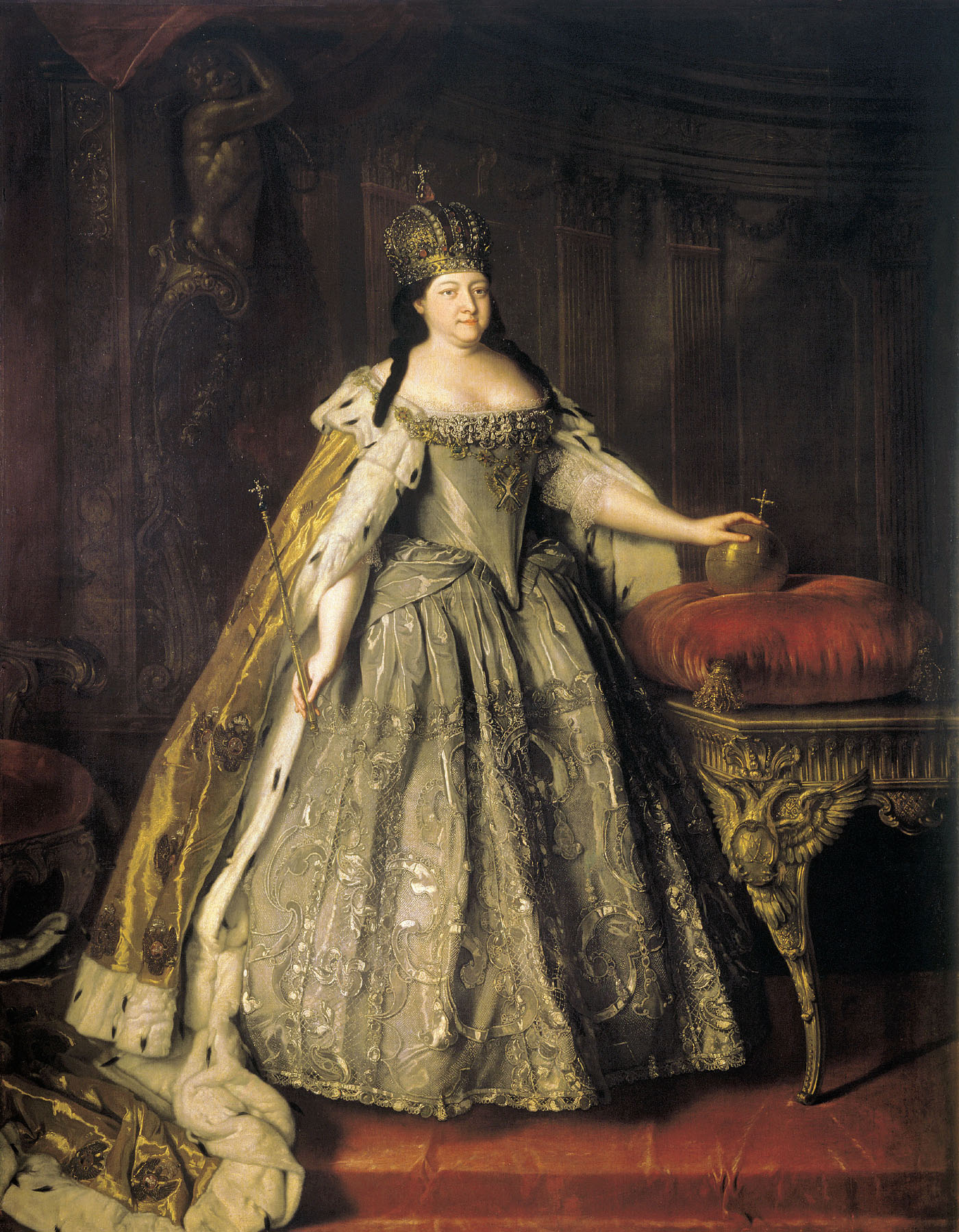
Императрица Анна Иоанновна

После смерти Петра II в 1-м часу утра 19 (30) января 1730 года высший правящий орган, Верховный тайный совет, начал совещаться о новом государе. Будущее России определяли 7 человек: канцлер Головкин, 4 представителя рода Долгоруких и двое Голицыных. Вице-канцлер Остерман уклонился от обсуждения.
Вопрос был не простой — не осталось прямых потомков дома Романовых по мужской линии.
Члены Совета толковали о следующих кандидатах: цесаревне Елизавете (дочери Петра I), царице-бабке Евдокии Лопухиной (1-й жене Петра I), герцоге гольштинском (был женат на дочери Петра I Анне), княжне Долгорукой (была обручена с Петром II). Екатерина I в своём завещании назвала Елизавету наследницей трона в случае смерти Петра II бездетным, однако об этом не вспоминали. Елизавета отпугивала старых вельмож своей молодостью и непредсказуемостью, также родовитая знать вообще недолюбливала детей Петра I от бывшей служанки и иностранки Екатерины Алексеевны.
Затем по предложению князя Голицына решили обратиться к старшей линии царя Иоанна Алексеевича, бывшего до 1696 года номинальным соправителем с Петром I.
Отвергнув замужнюю старшую дочь царя Иоанна Алексеевича, Екатерину, 8 членов Совета выбрали на царство к 8 часам утра 19 (30) января его младшую дочь Анну Иоанновну, которая уже 19 лет жила в Курляндии и не имела в России фаворитов и партий, а значит, устроила всех. Анна казалась вельможам послушной и управляемой, не склонной к деспотизму. Пользуясь ситуацией, верховники решили ограничить самодержавную власть в свою пользу, потребовав от Анны подписания определённых условий, так называемых «Кондиций». Согласно «Кондициям», реальная власть в России переходила к Верховному тайному совету, а роль монарха сводилась к представительским функциям.
28 января (8 февраля) 1730 года Анна подписала «Кондиции», согласно которым без Верховного тайного совета она не могла объявлять войну или заключать мир, вводить новые подати и налоги, расходовать казну по своему усмотрению, производить в чины выше полковника, жаловать вотчины, без суда лишать дворянина жизни и имущества, вступать в брак, назначать наследника престола.
15 (26) февраля 1730 года Анна Иоанновна торжественно въехала в Москву, где войска и высшие чины государства в Успенском соборе присягнули государыне. В новой по форме присяге некоторые прежние выражения, означавшие самодержавие, были исключены, однако не было и выражений, которые бы означали новую форму правления, и, главное, не было упомянуто о правах Верховного тайного совета и о подтверждённых императрицей условиях. Перемена состояла в том, что присягали государыне и отечеству.
Борьба двух партий по отношению к новому государственному устройству продолжилась. Верховники стремились убедить Анну подтвердить их новые полномочия. Сторонники самодержавия (А. И. Остерман, Феофан Прокопович, П. И. Ягужинский, А. Д. Кантемир) и широкие круги дворянства желали пересмотра подписанных в Митаве «Кондиций». Брожение происходило прежде всего от недовольства усилением узкой группы членов Верховного Тайного Совета.
25 февраля (7 марта) 1730 года большая группа дворянства (по разным сведениям от 150 до 800), в числе которых было много гвардейских офицеров, явилась во дворец и подала челобитную Анне Иоанновне. В челобитной выражалась просьба императрице совместно с дворянством заново рассмотреть форму правления, которая была бы угодна всему народу. Анна колебалась, но её сестра Екатерина Иоанновна решительно заставила императрицу подписать челобитную. Представители дворянства недолго совещались и в 4 часа дня подали новую челобитную, в которой просили императрицу принять полное самодержавие, а пункты «Кондиций» уничтожить.

Российская империя (1745 год)

Когда Анна спросила одобрения у растерянных верховников на новые условия, те лишь согласно кивнули головами. Как замечает современник: «Счастье их, что они тогда не двинулись с места; если б они показали хоть малейшее неодобрение приговору шляхетства, гвардейцы побросали бы их за окно». В присутствии дворянства Анна Иоанновна разорвала «Кондиции» и своё письмо об их принятии.
1 (12) марта 1730 года народ вторично принёс присягу императрице Анне Иоанновне на условиях полного самодержавия.
Анна постоянно боялась заговоров, угрожавших её правлению, поэтому при ней широко применялись политические репрессии. Особенный резонанс в обществе произвели расправы с вельможами: князьями Долгорукими и кабинет-министром Волынским. Бывшего фаворита Петра II, князя Ивана Долгорукого, колесовали в ноябре 1739; двум другим Долгоруким отрубили голову. Глава рода, князь Алексей Григорьевич Долгорукий, ещё ранее умер в ссылке в 1734 г. Волынского за дурные отзывы об императрице приговорили летом 1740 г. к посажению на кол, но потом вырезали язык и просто отрубили голову.
Все злоупотребления власти при Анне Иоанновне патриотические представители российского общества XIX века стали связывать с так называемым засильем немцев при русском дворе, назвав бироновщиной по имени фаворита Анны Иоанновны Эрнста Иоганна Бирона.
В 1732 году был заключен Рештский договор между Россией и Персией о совместных военных действиях против Османской империи, по которому Россия вернула Персии Астрабад, Гилян и Мазендеран. В 1735 году началась война с Турцией Летом 1736 года крепость Азов была успешно взята русскими войсками. В 1737 году удалось взять крепость Очаков. В 1736—1738 годах было разгромлено Крымское ханство. В сентябре 1739 года был подписан Белградский мирный договор, по которому Россия получила Азов, к ней отошла небольшая территория на Правобережной Украине, а Большая и Малая Кабарда на Северном Кавказе и значительная территория к югу от Азова были признаны «барьером между двумя империями». По Гянджинскому договору 1735 года вернула Персии Баку и Дербент с прилежащими землями.
В 1731—1732 годах был установлен российский протекторат над казахским Младшим жузом.

### Иван VI
После смерти императрицы Анны Иоанновны сын Анны Леопольдовны (племянницы Анны Иоанновны) и принца Антона Ульриха Брауншвейг-Беверн-Люнебургского, двухмесячный Иван Антонович был провозглашён императором при регентстве герцога Курляндского Бирона.
Через две недели после воцарения младенца в стране произошёл переворот, в результате которого гвардейцы, возглавляемые фельдмаршалом Минихом, арестовали Бирона и отстранили его от власти. Новым регентом была объявлена Анна Леопольдовна, мать императора. Неспособная управлять страной и живущая в иллюзиях Анна постепенно передала всю свою власть Миниху, а после ею завладел Остерман, отправивший фельдмаршала в отставку.

### Елизавета Петровна

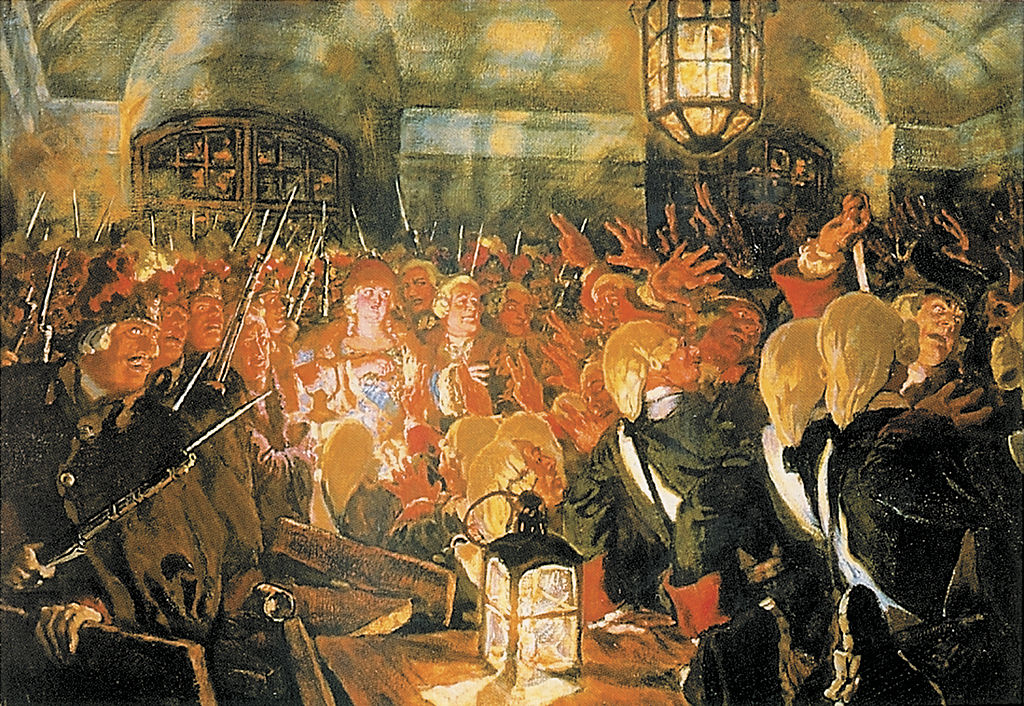
Преображенцы провозглашают императрицей Елизавету Петровну. Картина Е. Е. Лансере.

В ноябре 1741 года в результате очередного переворота малолетний царь Иван VI и его родственники были отправлены в заключение, к власти пришла императрица Елизавета Петровна при которой власть в России стабилизировалась.
Основными принципами внутренней и внешней политики Елизавета провозгласила возвращение к петровским преобразованиям. Упразднила возникшие после смерти отца государственные институты (Кабинет министров и др.), восстановила роль Сената, коллегий, Главного магистрата. Отменила смертную казнь (1756 год); высшим наказанием стала вечная каторга. Ликвидировала внутригосударственные таможни. В 1754 году создала Уложенную комиссию для выработки нового свода законов. Комиссия разработала проекты реформ, направленных на секуляризацию церковных земель, законодательное оформление дворянских привилегий и т. п. В целом внутренняя политика Елизаветы Петровны отличалась стабильностью и нацеленностью на рост авторитета и мощи государственной власти. По целому ряду признаков можно сказать, что курс Елизаветы Петровны был первым шагом к политике просвещённого абсолютизма, осуществлявшейся затем при Екатерине II.

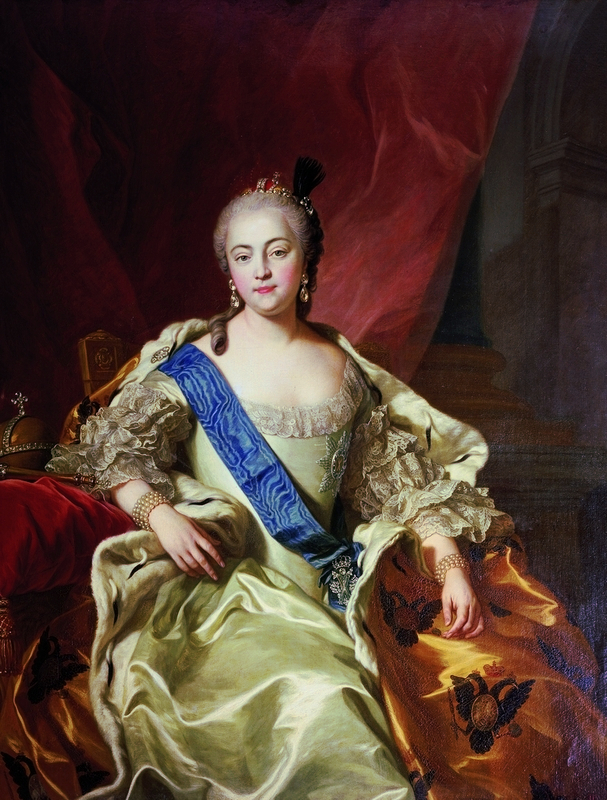
Императрица Елизавета Петровна

Основаны первые русские банки: Купеческий, Дворянский и Медный. Указом императрицы на основе проекта Михаила Ломоносова и под кураторством Ивана Шувалова был основан Московский университет; 1747 год — указ о расширении сети начальных школ; 1756 год — создан императорский театр; 1757 год — основана Академия художеств. Председателем правительства Петром Шуваловым было начато Генеральное межевание земель, отменены внутренние таможенные пошлины и введён новый таможенный устав.
Активной была и внешняя политика Елизаветы. В ходе русско-шведской войны 1741—1743 годов Россия получила значительную часть Финляндии. Пытаясь противостоять возросшей мощи Пруссии, Елизавета отказалась от традиционных отношений с Францией и заключила антипрусский союз с Австрией. Россия при Елизавете успешно участвовала в Семилетней войне. После взятия Кёнигсберга Елизавета издала указ о присоединении Восточной Пруссии к России на правах её провинции. 12 (23) августа 1759 года — победа русской армии в Кунерсдорфском сражении. Кульминацией военной славы России при Елизавете стало взятие Берлина в 1760 году.
Императрица придавала большое значение развитию русской культуры, образования, науки. В 1755 году по её повелению был открыт первый в стране Московский университет. Была основана Академия художеств, созданы выдающиеся памятники культуры (Царскосельский Екатерининский дворец и др.). Оказывала поддержку Михаилу Ломоносову и другим представителям русской науки и культуры. В последний период царствования меньше занималась вопросами государственного управления, передоверив его П. И. и И. И. Шуваловым, М. И. и Р. И. Воронцовым и др.
Период царствования Елизаветы — период роскоши и излишеств. При дворе постоянно проводились балы-маскарады, основательно опустошавшие казну, причём зачастую дамы наряжались в мужские костюмы, а мужчины влезали в дамские наряды. Сама Елизавета Петровна задавала тон и была законодательницей мод. Гардероб императрицы насчитывает до 12 тысяч платьев.
Официальным наследником престола Елизавета вскоре после вступления на престол назначила своего племянника (сына сестры Анны) — герцога Гольштинского Петера Ульриха (Петра Фёдоровича).

### Пётр III
Правление императора Петра III отмечено упразднением Тайной канцелярии, началом процесса секуляризации церковных земель, указом о свободе внешней торговли, указом о пожизненной ссылке помещиков за убийство крепостных, Манифестом о вольности дворянства, благодаря которому дворянство освобождалось от обязательной государственной службы при сохранении всех его привилегий, а также получало право практически беспрепятственного выезда из страны; единственной сословной обязанностью дворянства осталось получение достойного образования. Петром III 25 мая (5 июня) 1762 года был учреждён первый в истории Российской империи Государственный банк с целью эмиссии ассигнаций. Банк существовал только де-юре, де-факто он создан не был, поскольку через 34 дня после издания указа об учреждении банка Пётр III был свергнут в результате дворцового переворота. Прекращение войны с Пруссией на основе личных симпатий царя и заключение крайне невыгодного для России сепаратного Петербургского мира, возврат завоёванной Восточной Пруссии, которая уже четыре года была в составе Российской империи, отказ от всех завоеваний Семилетней войны, фактически выигранной Россией, были расценены в Пруссии как чудо, а в кругах российского дворянства как национальное предательство, что послужило одной из причин свержения Петра III и его последующего убийства.

## Екатерина II Великая

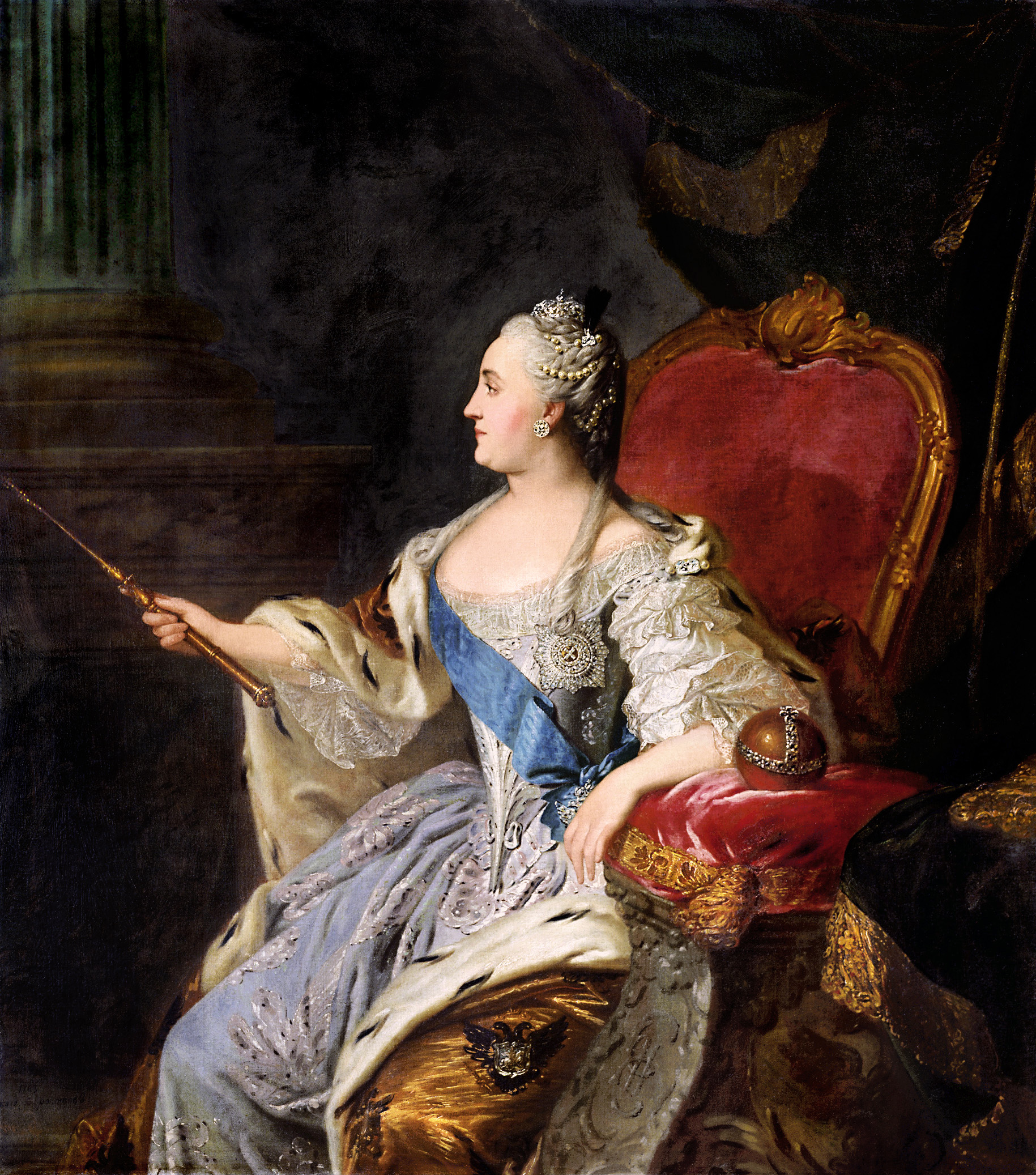
Императрица Екатерина II Великая

В ночь на 29 июня (10 июля) 1762 года, пока Пётр III находился в Ораниенбауме, Екатерина тайно приехала в Санкт-Петербург, где ей присягнули на верность гвардейские части. Через пять дней после отречения от престола Петра III убили в загородном дворце в Ропше, а причиной его смерти официально назвали апоплексический удар.
2 (13) сентября 1762 года Екатерина Алексеевна была коронована в Москве и стала императрицей Всероссийской с именем «Екатерина II». Екатерина является лидером среди всех российских императоров по продолжительности жизни и сроку правления. Период её правления часто считают «золотым веком» Российской империи. Сенат Российской империи преподнёс ей эпитеты «Екатерины Великой» и «Матери Отечества». При ней Российская империя значительно расширилась за счёт победоносных войн с Турцией за выход к Чёрному морю и разделов Польши.
В 1769 году в России появились бумажные деньги (ассигнации). Их неумеренная эмиссия, расточительность Екатерины II и в целом её неэффективная финансово-экономическая политика привели к полному крушению финансовой системы: если в начале её правления общий долг правительства составлял порядка 1 миллиона рублей, то к концу её царствования он достиг огромной по тем временам суммы в 205 миллионов рублей. Стабильная государственная финансовая система была установлена только к середине XIX века. Внешние займы Екатерины II и начисленные на них проценты были полностью погашены только в 1891 году.
Екатериной II и княгиней Екатериной Дашковой основана Российская академия — центр по изучению русского языка и словесности; в 1795 году основана одна из первых в Восточной Европе публичная библиотека; началось освоение Америки.
Во время войны за независимость США Россия заявила о вооружённом нейтралитете (1780), ведя торговлю напрямую и фактически поддержав американские колонии в их борьбе против Великобритании.

### Просвещённый абсолютизм
Манифестом от 14 декабря 1766 года Екатерина II объявила созыв депутатов для работы в Уложенной комиссии. Цель состояла в разработке нового свода законов, который был призван заменить Соборное Уложение 1649 года.
Несмотря на громадное количество нормативных правовых актов, созданных за предшествующие годы, ситуация в правовой сфере была сложной. На территории Российской империи действовали противоречащие друг другу указы, уставы и манифесты. Более того — кроме Соборного Уложения, в России не было единого свода законов.

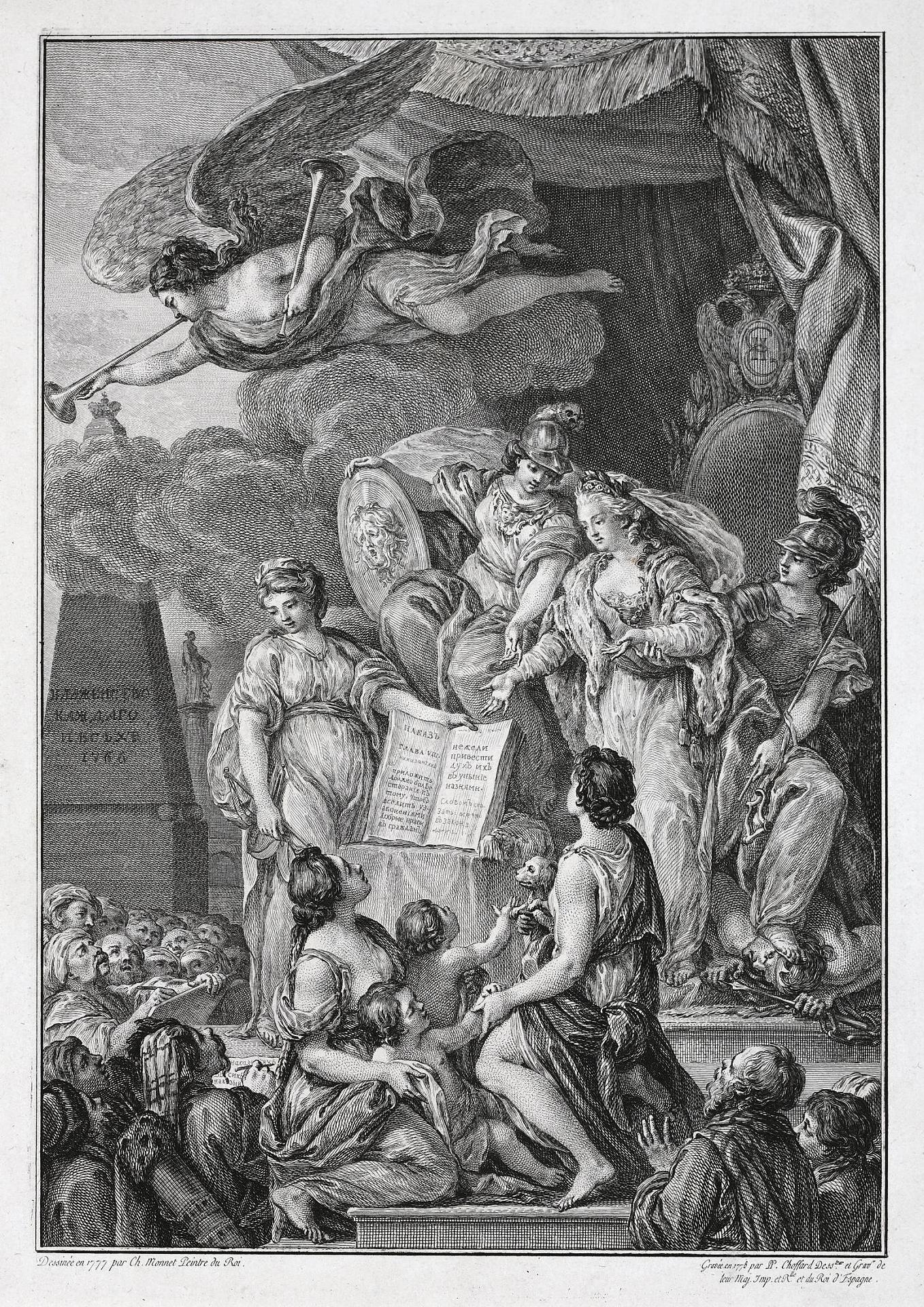
Аллегория на императрицу Екатерину II с текстом «Наказа», 1778

Ещё в эпоху правления Елизаветы Петровны была сделана попытка наладить работу комиссии по составлению нового Уложения. Однако этим начинаниям помешала Семилетняя война.
Екатерина II, осознавая необходимость в законотворческой деятельности, не только объявила о созыве комиссии, но и написала для этой Комиссии свой «Наказ». В нём были изложены современные, прогрессивные принципы политики и правовой системы. Этим «Наказом» императрица направляла деятельность депутатов в нужное русло и, кроме того, декларативно подчёркивала свою приверженность идеям Дидро, Монтескьё, Д’Аламбера и других просветителей.
Наказ Екатерины II — концепция просвещённого абсолютизма, изложенная Екатериной II в качестве наставления для кодификационной Уложенной комиссии. В «Наказе», первоначально состоявшем из 506 статей, были сформулированы основные принципы политики и правовой системы.

### Пугачёвское восстание. Ликвидация Запорожской Сечи

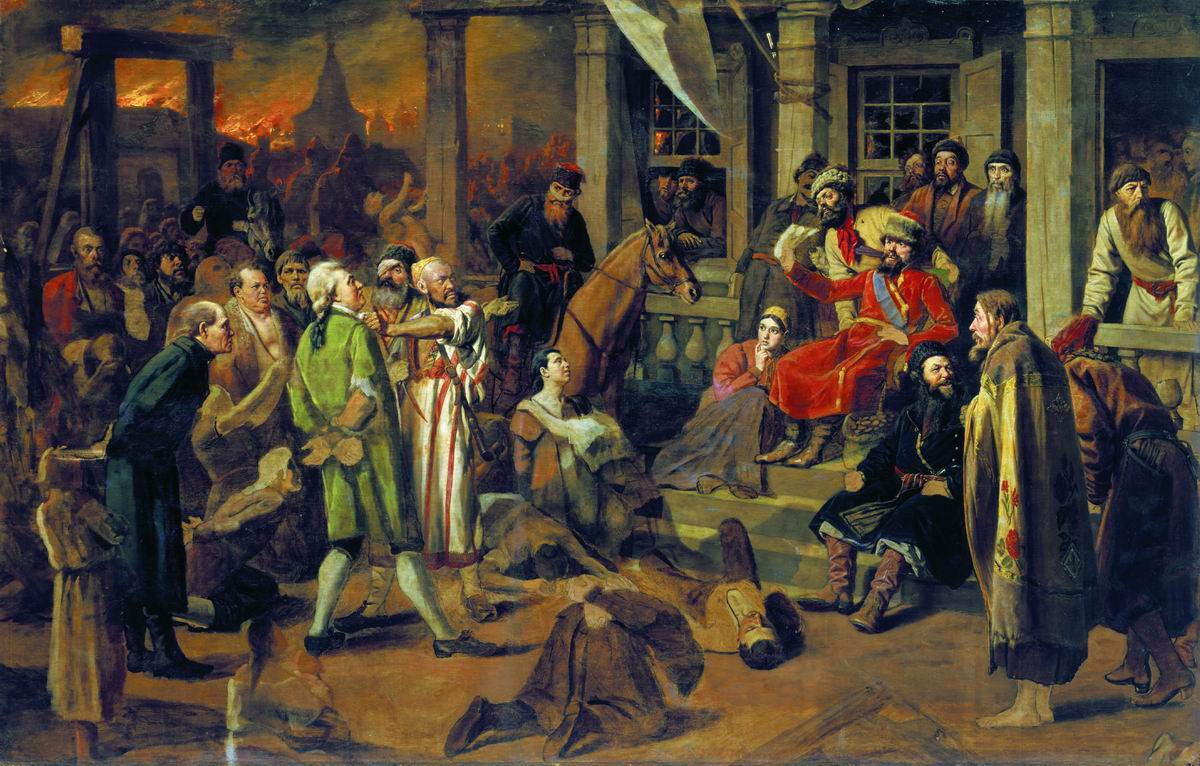
«Суд Пугачёва», картина Василия Перова

Отмена выборности казачьих атаманов, подрыв казачьей экономики с введением государственной монополии на соль, каторжный труд приписных крестьян на казённых и частных заводах за мизерную плату без права увольнения, усиление барщины, продажа и перепродажа крепостных крестьян, зачастую целыми деревнями, произвол и безнаказанность помещиков, указ Екатерины II от 22 августа (2 сентября) 1767 года о запрете крестьянам жаловаться на помещиков — привело к крупнейшему за несколько столетий восстанию под предводительством Емельяна Пугачева в 1773—1775 годах, охватившему значительную территорию Поволжья. Восстание было подавлено царскими войсками, руководители восстания были казнены. 

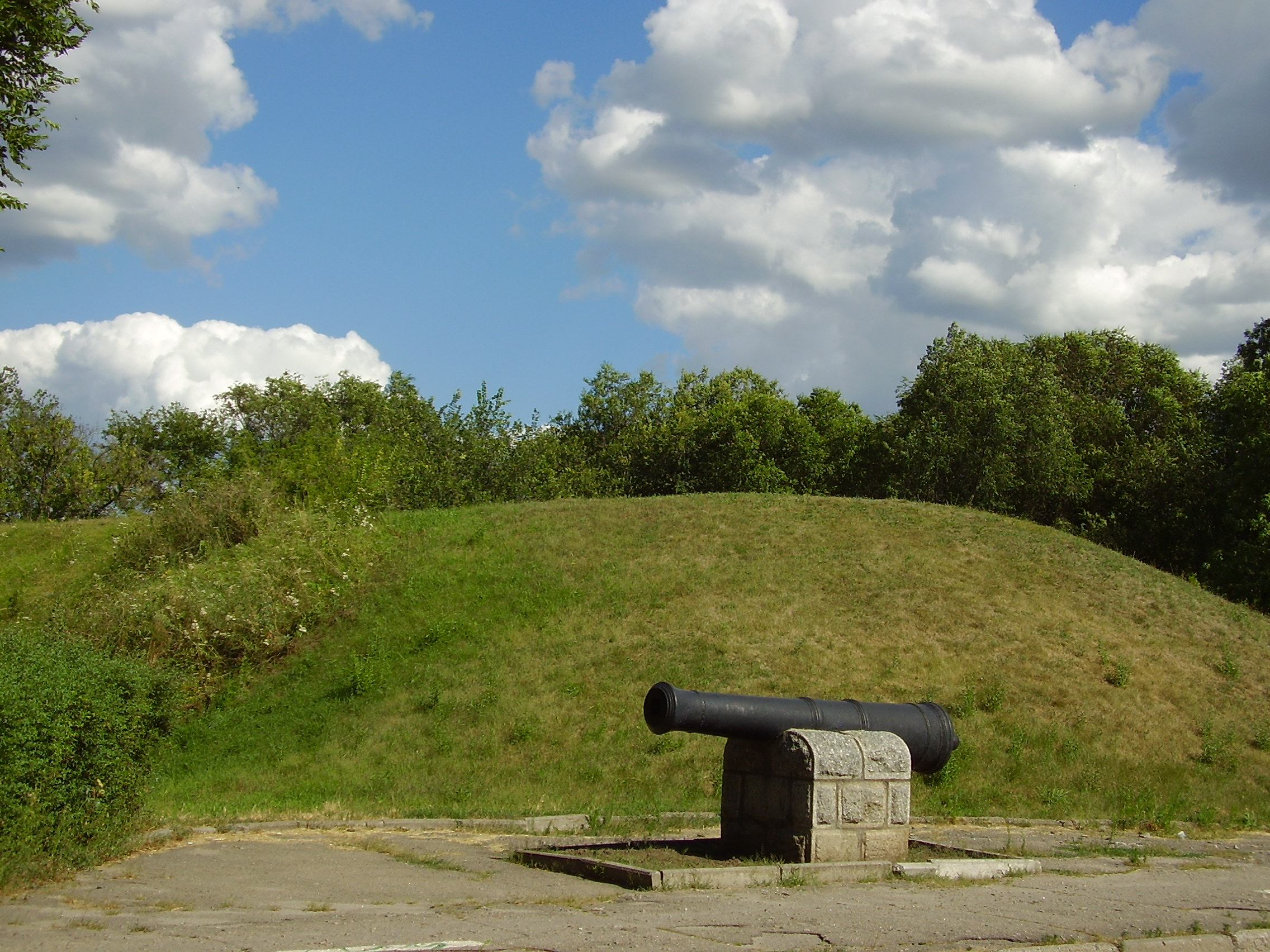
Одна из пушек Крепости Святой Елисаветы в современном городе Кропивницкий

В 1775 году, ввиду сдвига границы на юг и поддержки запорожцами повстанцев Пугачёва, по приказу Екатерины войска Петра Текели вышедшие из Крепости Святой Елисаветы, ликвидировали Запорожскую Сечь, а последний атаман, Пётр Калнышевский был заключен на Соловках. Ранее эта крепость сыграла важную роль в войне с Турцией отбив набег на земли Новой Сербии, а после будучи главным штабом Русской армии на юге, была центром Новороссийской губернии в 1787-1801 годах. Её часто посещали такие великие полководцы как Григорий Потёмкин, Александр Суворов, Михаил Кутузов, а также российские императоры в ходе военных манёвров .

### Русско-турецкие войны
Русско-турецкая война 1768—1774 годов — одна из ключевых по значению войн между Российской и Османской империей, в результате победы в которой в состав России вошли южная Украина (Новороссия), а затем также Крым (1783) и Кубань (1783)(Присоединение Крыма к Российской империи).
Начав в 1787 году новую войну с Россией, Османская империя планировала в этой войне вернуть себе земли, отошедшие к России в ходе Русско-турецкой войны 1768—1774, а также присоединённый позднее Крым. Война закончилась победой России и заключением Ясского мира.

### Разделы Польши
Значительная часть территории, отошедшей в состав Российской империи, до середины XII века входила в состав Древнерусского государства, а после его распада относилась к различным княжествам: Галицкому, Волынскому, Киевскому, Полоцкому, Луцкому, Теребовльскому, Турово-Пинскому и др. Большинство из этих земель подверглись страшному разорению во времена татаро-монгольского нашествия. Некоторые земли в Поднепровье на долгие годы теряют русское оседлое население и становятся т. н. Диким Полем, как например территория Переяславского княжества.
С XIII века эта территория становится объектом экспансии Польского королевства и Литовского княжества. В первой половине XIV века Киев, Поднепровье, также междуречье Припяти и Западной Двины захвачены Литвой, а в 1352 году земли Галицко-Волынского княжества разделены между Польшей и Литвой. В 1569 году, в связи с Люблинской унией между Польшей и Литвой, большинство русских земель, относившихся до этого к владениям Литвы, переходят под власть польской короны. На этих землях распространяется крепостное право, происходит насаждение католичества. Местная аристократия в массе своей полонизируется, возникает культурный, языковой и религиозный разрыв между высшими и низшими слоями общества. Сочетание социального гнёта с языковым, религиозным и культурным разобщением приводит к разрушительным народным восстаниям середины XVII века и кровавым мятежам 1760-х годов.
Первый раздел Речи Посполитой
25 июля (5 августа) 1772 года Россией, Пруссией и Австрией в Санкт-Петербурге была подписана конвенция, согласно которой Восточная Белоруссия и часть Ливонии отходили к Российской империи; Вармия, воеводства Поморское, Мальборкское, Хелминьское, большая часть Иновроцлавского, Гнезненского и Познанского воеводств отходили к Пруссии; а княжества Освенцимское и Заторское, южная часть Краковского и Сандомирского воеводств, воеводства Русское и Белзское отходили к Австрии.
Второй раздел Речи Посполитой
12 (23) января 1793 года через 20 лет после первого раздела, Польша собирается с силами, правительственная реформа, экономический подъём, конституция (одна из первых в мире) — этим довольны не все, снова конфедерация, снова против короля, но теперь за вмешательство России с призывом русских войск. К России отходит значительная часть территории современных Западной Белоруссии и Западной Украины, а к Пруссии — Гданьск и Торунь, почти вся Польша, часть Мазовии и Краковского воеводства.
Третий раздел Речи Посполитой
13 (24) октября 1795 году подписана третья конвенция, по которой к России отошли земли восточнее реки Буг и реки Неман; к Пруссии отошла большая часть Мазовецкого воеводства с Варшавой, часть Трокского, Подляшского и Равского воеводств; к Австрии — воеводства Краковское, Сандомирское, Люблинское, часть Мазовецкого, Подляшского, Холмского и Брест-Литовского воеводств.

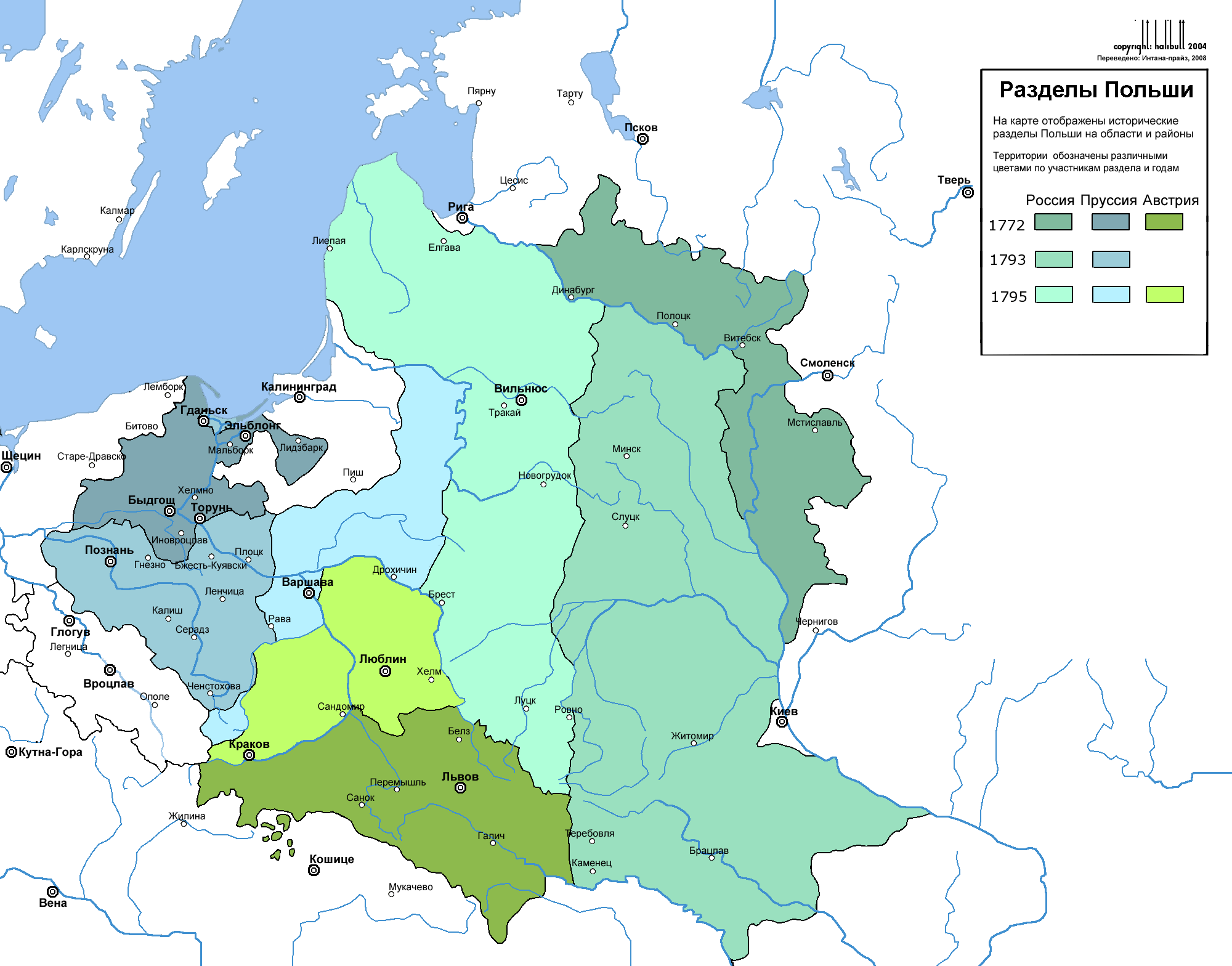
Три раздела Польши на одной карте

В итоге трёх разделов Речи Посполитой к России перешли литовские, белорусские и украинские земли. Коренные польские земли поделили между собой Пруссия и Австрия. 15 (26) января 1797 года подписана последняя конвенция, утвердившая раздел Речи Посполитой, упразднившая польское гражданство и полностью ликвидировавшая остатки польской государственности. К этой конвенции был приложен акт 1795 года отречения от престола польского короля Станислава Августа Понятовского.

### Русская Америка
3 (14) августа 1784 года на остров Кадьяк (Бухта Трёх Святителей) прибыла экспедиция Шелихова. «Шелиховцы» («Северо-восточная компания») начинают усиленно осваивать остров, подчиняя местных эскимосов (конягов), способствуя распространению православия среди туземцев и внедряя ряд сельскохозяйственных культур (картофель, репа). В 1788 году русские владения на Аляске пострадали от мощного цунами. Поселение на острове Кадьяк пришлось перенести в 1792 году на новое место, город получил название Павловской гавани.. В 1795 году русским промышленникам под предводительством Баранова удалось продвинуться до Якутата.

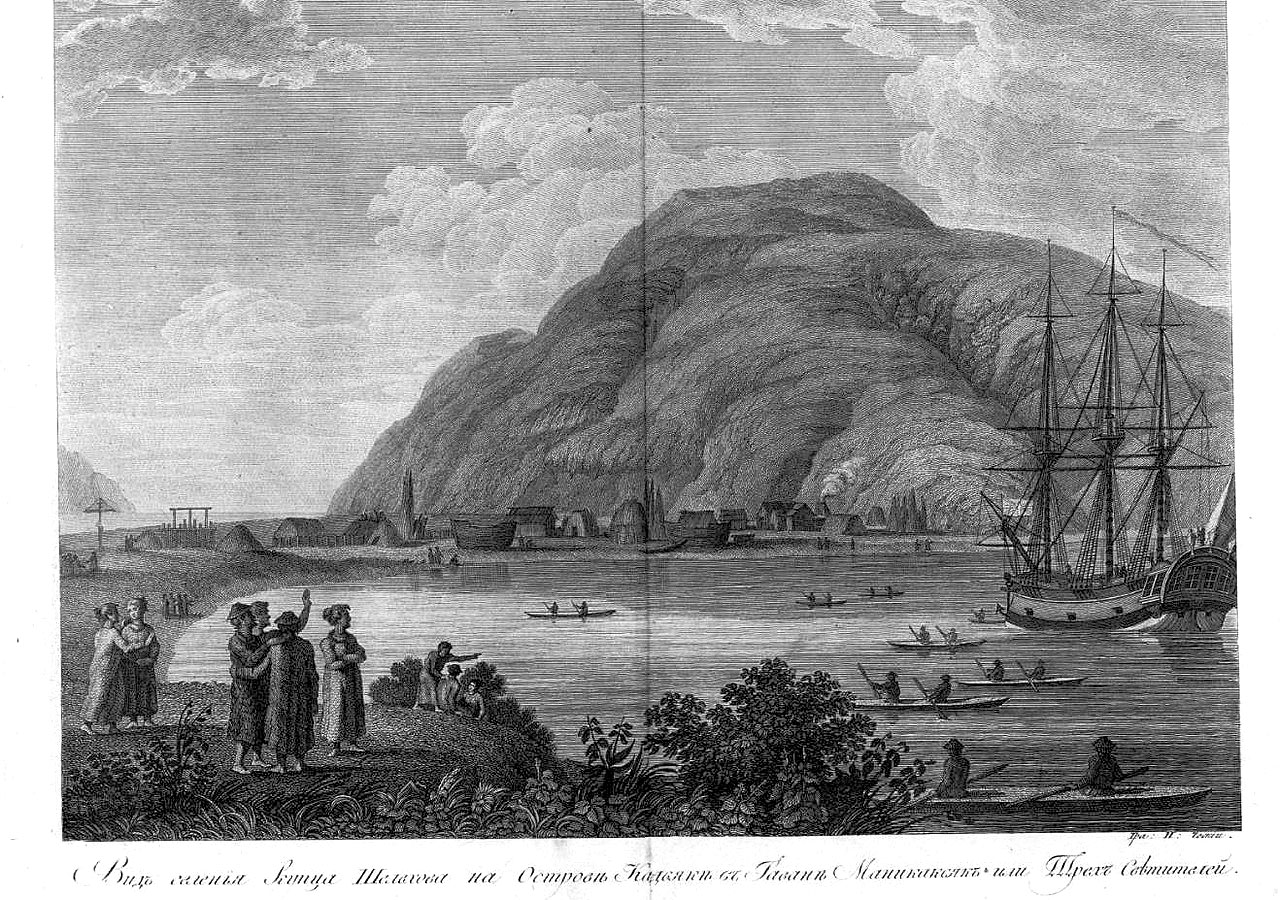
Поселение Григория Шелихова на острове Кадьяк

Параллельно с компанией Шелихова Аляску осваивала конкурирующая с ним компания купца Лебедева-Ласточкина. Снаряжённый им галиот «Св. Георгий» (Коновалов) прибыл в 1791 году в залив Кука, а его экипаж основал Николаевский редут. В 1792 году «лебедевцы» основали поселение на берегах озера Илиамна и снарядили экспедицию Василия Иванова к берегам реки Юкон. Однако компания Лебедева-Ласточкина к 1798 году потерпела фиаско, не выдержав конкуренции с шелиховцами, из-за отсутствия хорошего снабжения с метрополией в Сибири и восстания индейцев атна.
В 1799 году была основана Михайловская крепость (Ситка). С 1808 года центром Русской Америки становится Ново-Архангельск. Фактически управление американскими территориями велось Российско-американской компанией, правление которой находилось в Иркутске, официально Русская Америка была включена в состав сначала Сибирского генерал-губернаторства, а после его разделения в 1822 году на Западное и Восточное, в состав Восточно-Сибирского генерал-губернаторства.

## Павел I

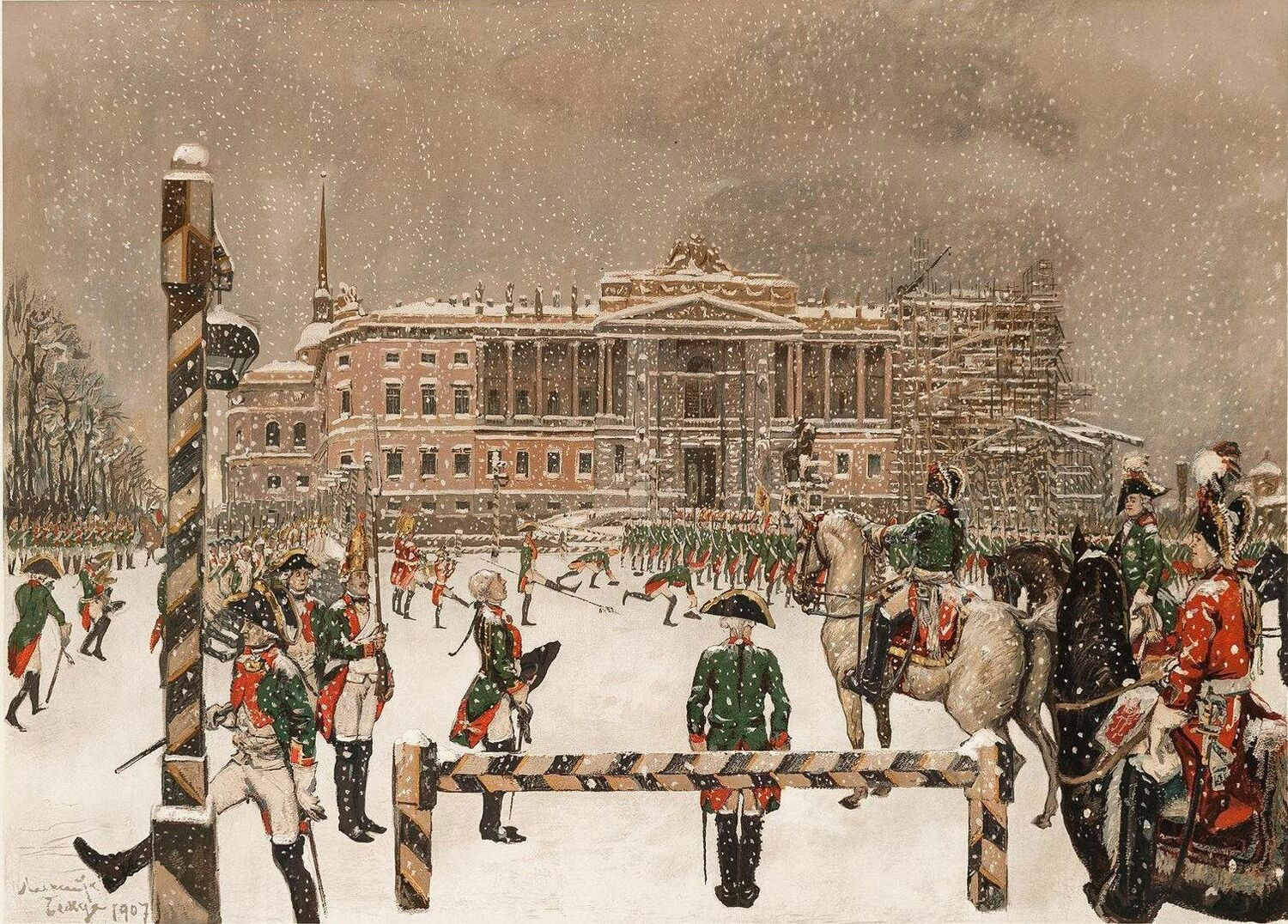
«Вахтпарад при императоре Павле I», картина Александра Бенуа

Павел I пошёл на революционный для своего времени шаг, впервые со времён введения крепостного права ограничив привилегии дворянства: введены телесные наказания для дворян за серьёзные преступления, дворяне стали платить подать, упразднены губернские дворянские собрания, за уклонение от военной и государственной службы дворяне должны были быть преданы суду; провозгласив Манифест о трёхдневной барщине, Павел I впервые ограничил работу крестьян на помещика тремя днями и запретил помещику привлекать к работе крестьян в воскресенье; реализация манифеста почти повсеместно саботировалась помещиками, но в дальнейшем данный манифест послужил одной из законодательных основ отмены крепостного права в России.
В 1798 году Россия вступила в антифранцузскую коалицию c Великобританией, Австрией, Турцией, Королевством Обеих Сицилий. По настоянию союзников главнокомандующим русскими войсками был назначен опальный Александр Суворов. В его ведение также передавались и австрийские войска.

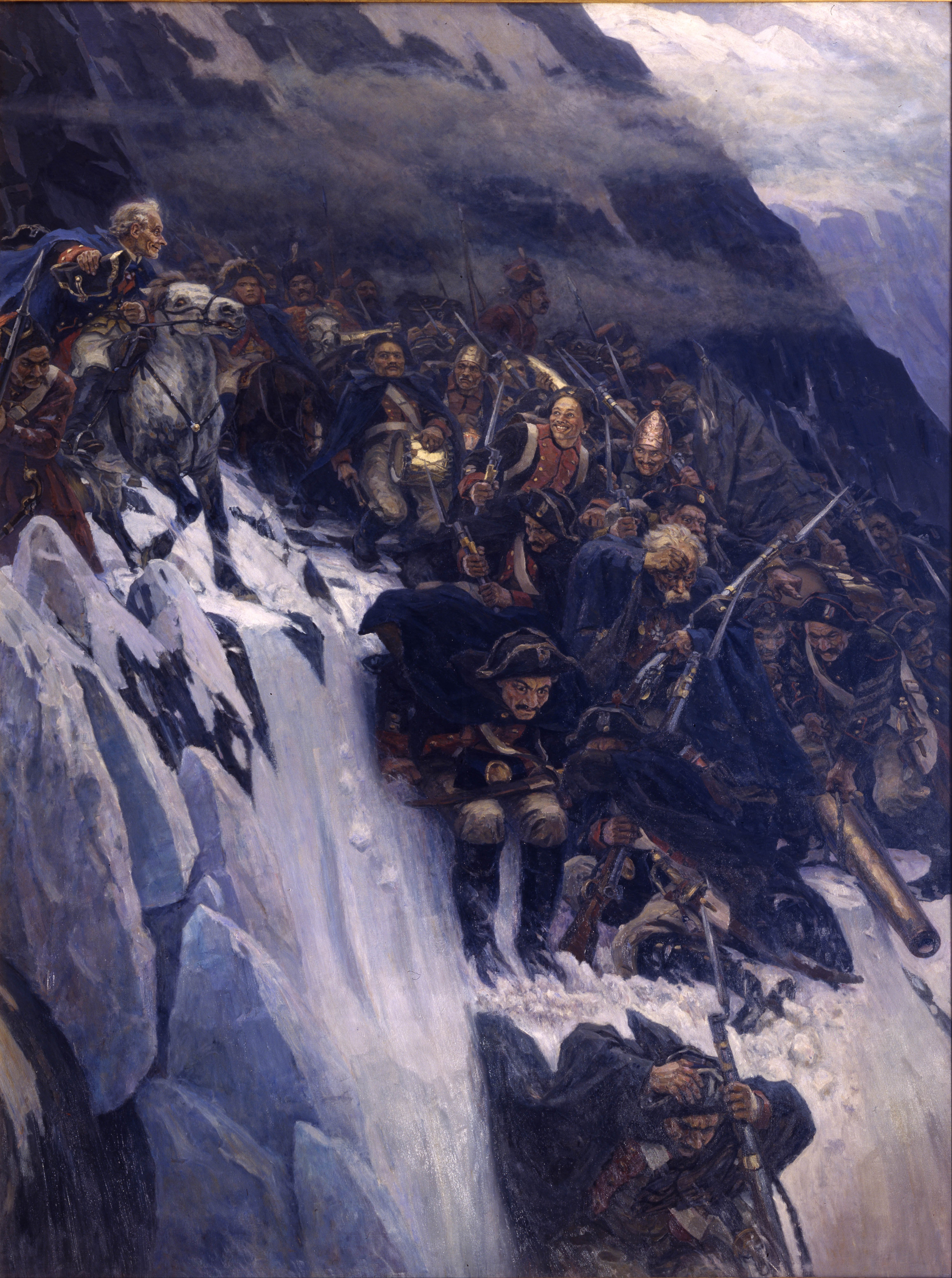
«Переход Суворова через Альпы», картина Василия Сурикова

Под руководством Суворова Северная Италия была отбита у революционного правительства Франции и возвращена под гнет Австрийской монархии. В сентябре 1799 года русская армия совершила знаменитый частично проваленный переход через Альпы. Однако уже в октябре того же года Россия разорвала союз с Австрией, а русские войска были отозваны из Европы. Совместная англо-русская интервенция в Нидерланды обернулась неудачей.
В дворянских кругах росло недовольство крестьяноориентированной политикой Павла I, что привело в 1801 году к его убийству; это помешало совместному с Наполеоном Бонапартом плану Павла по вторжению в британскую Индию, посланные к границе Индии российские войска были отозваны назад.

## XIX век

### Александр I
Александр I Павлович Благословенный — старший сын императора Павла I.

#### Внутренняя политика
В начале правления провёл умеренно либеральные реформы, разработанные Негласным комитетом и М. М. Сперанским. Во внешней политике лавировал между Великобританией и Францией, отдавая предпочтение первой.
В 1801 году Александр подписал «Манифест об учреждении нового правления в Грузии», по которому Картли-Кахетинское царство подчинялось России. В 1803 году к Россия захватила Мегрелию и Имеретинское царство.
В 1805—1807 годах Россия участвовала и наравне с Англией возглавляло антифранцузские коалиции. Российские войска участвовали в войне третьей антифранцузской коалиции и войне четвёртой коалиции. После Тильзитского мира в 1807—1812 годы произошло вынужденное сближение России с Францией, что вызвало действия британского флота против российских судов и разорение Колы.
Были проведены успешные для России войны с Турцией (1806—1812 годы), в результате которой к империи была присоединена Бессарабия, с Персией (1804—1813), в результате которой был присоединён Азербайджан, и со Швецией (1808—1809 годы), в результате которой была захвачена Финляндия.
В сфере образования была введена бесплатность обучения на низших его ступенях, основаны новые университеты: Дерптский, Виленский, Харьковский, Казанский, Санкт-Петербургский; был издан первый в России Университетский устав (1804), предоставляющий университетам частичную автономию; в 1804 году появился первый цензурный устав.
Был издан Указ о вольных хлебопашцах (1803), дающий право крестьянам освободиться от крепостной зависимости за выкуп и с согласия помещика. Чаще всего помещики согласия не давали. Данной возможностью смогли воспользоваться только чуть больше 1 % крепостных крестьян. Право помещиков ссылать крестьян в Сибирь было отменено в 1809 году, но вскоре восстановлено в 1816 году.
В 1809 году были установлены дипломатические отношения с США; в ноябре 1815 года Александр I заставил принять пророссийскую конституцию Царству Польскому.
Александр I был инициатором создания военных поселений, провальной системы организации войск (1810—1857), сочетавшей военную службу с производительным трудом, в основном сельскохозяйственным с целью подготовки обученного резерва войск без увеличения расходов на вооружённые силы; отмены рекрутского набора; создания источника дохода для солдат, вышедших на пенсию. Граф Алексей Аракчеев, которому приписывают эту идею, первоначально высказывался против этих поселений; по достижении 45 лет или по инвалидности военные поселяне получали от казны небольшое жалованье и провиант. Военные поселения имели низкую эффективность, так как солдаты не имели достаточных сельскохозяйственных знаний и заинтересованности в данной деятельности.
Некоторые исследователи полагают, что активные усилия Александра I по тыловому обеспечению, перевооружению и изменению организационной структуры русской армии (формирование крупных оперативно — тактических соединений на постоянной основе: корпусов и армий) способствовали значительному повышению её боеспособности и послужили основой её последующих побед. Данная идея была перенята от устройства французской армии.
В январе 1820 года русские мореплаватели Фаддей Беллинсгаузен и Михаил Лазарев в ходе первой русской кругосветной антарктической экспедиции впервые в истории увидели шельфовые ледники Антарктиды.

#### Отечественная война 1812 года. Заграничный поход русской армии

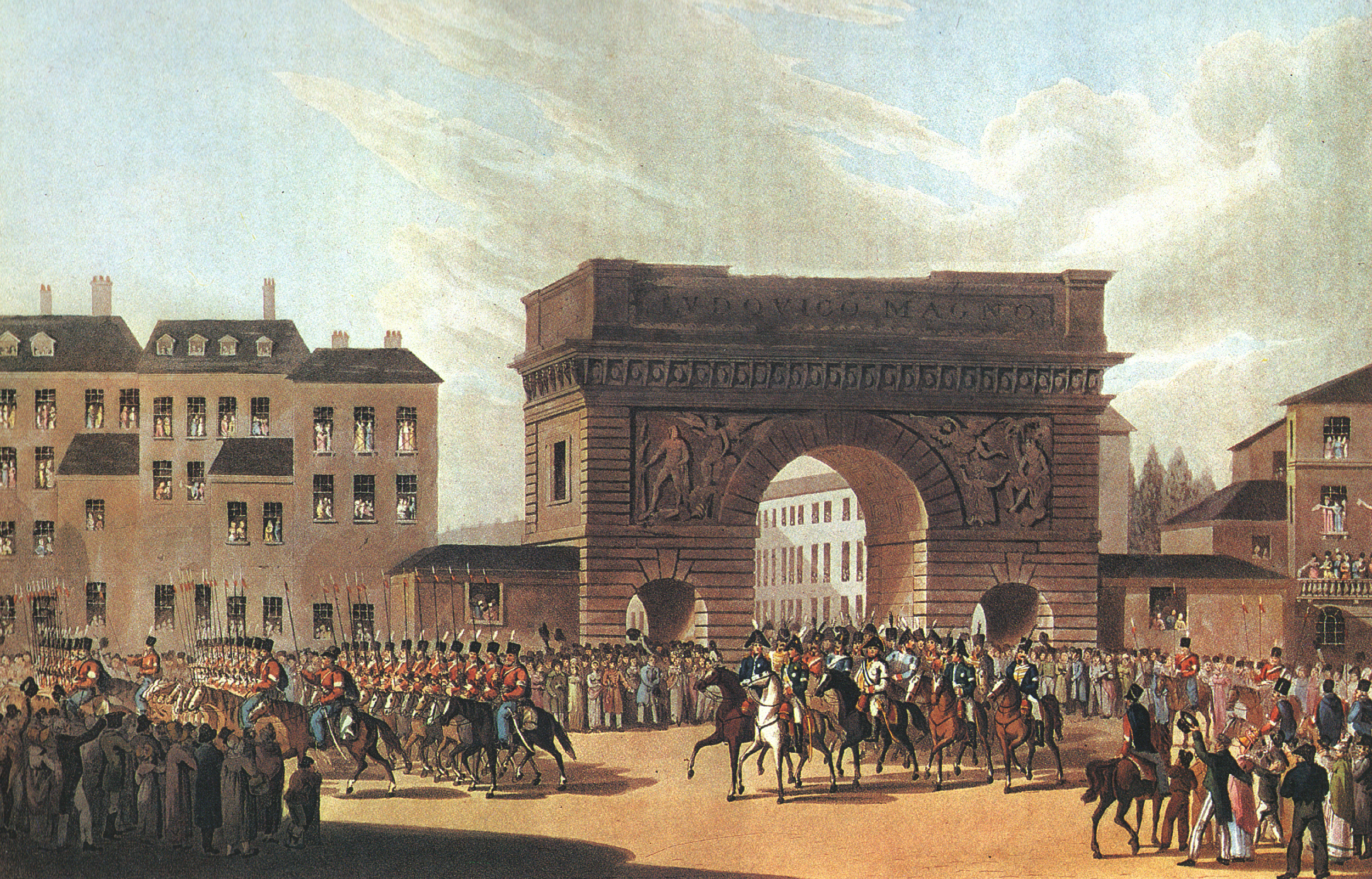
Российские войска вступают в Париж года

В результате вторжения в Россию Великой армии Наполеона в июне 1812 года началась Отечественная война 1812 года. Несмотря на взятие Наполеоном Москвы после Бородинской битвы, в октябре Наполеон был вынужден отступать по старой разорённой дороге, поскольку повернуть на юг ему не удалось (Малоярославецкое сражение). После разгрома французских войск в сражении на Березине война закончилась полным уничтожением Наполеоновской армии в декабре 1812 года.
После Отечественной войны 1812 года Александр возглавил в 1813—1814 годы шестую антифранцузскую коалицию европейских держав, покончившую с Наполеоном. Александр был одним из участников Венского конгресса 1814—1815 годов, по результатам которой к России было присоединено Царство Польское, и организаторов Священного союза.
В последние годы жизни Александр нередко говорил о намерении отречься от престола и «удалиться от мира», что после его неожиданной смерти от брюшного тифа в Таганроге породило легенду о «старце Фёдоре Кузьмиче».

### Николай I

#### Восстание декабристов

Восстание декабристов, 1825 год, картина К. Кольмана

Между смертью Александра I, оставшись бездетным, завещал передачу престола мимо второго брата Константина, тоже бездетного, третьему брату — Николаю. Царский манифест тайно хранили в Успенском Соборе Московского Кремля и официально Николай I наследником престола не считался. Поэтому поначалу после того, как известие о кончине Александра в Таганроге достигло Петербурга, Николай I отказался признать завещание Александра I, и весь Петербург, Сенат, войска и сам Николай присягнули Константину I, даже успели отчеканить монету с его профилем.
Великий Князь Константин Павлович находился в Варшаве, представляя Дом Романовых в Царстве Польском. В 1823 году Князь Константин Павлович, ссылаясь на морганатический брак, велел избавить его от царской обузы и просит оставить его в счастливом Варшавском удалении. Лишь после того, как Константин уже повторно подтвердил свой отказ от престолонаследования, Николай решил принять власть. На 14 (26) декабря назначили переприсягу.
Группа дворян-единомышленников, многие из них были офицерами гвардии, попыталась использовать создавшуюся ситуацию для недопущения вступления на трон Николая I. Их целью было упразднение самодержавия и отмена крепостного права. Восставшие войска заняли Сенатскую площадь, с целью не допустить присяги Сената Николаю. В тот же день восставшие были рассеяны артиллерийскими залпами верных Николаю войск. Лидеры декабристов были повешены, многие участники восстания и связанные с ними лица были сосланы в Сибирь.
Восстание декабристов разительно отличалось от заговоров эпохи дворцовых переворотов по своим целям и имело сильнейший резонанс в российском обществе, значительно повлиявший на общественно-политическую жизнь последовавшей за ним эпохи правления Николая I.

#### Русско-персидская война
16 (28) июля 1826 года персидская армия без объявления войны перешла границы в районе Мирака и вторглась в пределы Закавказья на территорию Карабахского и Талышского ханств.
3 (15) сентября 1826 год произошла Шамхорская битва. Русский отряд под командованием В. Г. Мадатова разгромил 18-тысячный авангард персидской армии, направлявшийся к Тифлису. 13 (25) сентября Отдельный Кавказский корпус под командованием генерала И. Ф. Паскевича в сражении под Елизаветполем разгромил 35-тысячную (из них 15 000 регулярной пехоты) при 24 орудиях иранскую армию, имея в своём распоряжении всего 10 319 солдат и 24 орудия. К концу октября иранские войска были отброшены за Аракс.
1 (13) октября 1827 года генерал Паскевич взял Эривань и вступил в иранский Азербайджан; 14 (26) октября отряд К. Е. Эристова овладел Тавризом.
Военные неудачи заставили персов пойти на мирные переговоры. 10 (22) февраля 1828 год был подписан Туркманчайский мирный договор (в с. Туркманчай близ Тебриза), заключённый между Российской и Персидской империями, по которому Персия подтверждала все условия Гюлистанского мирного договора 1813 года, признавала переход к России части Каспийского побережья до р. Астара, Восточной Армении (На территории Восточной Армении было создано особое административное образование — Армянская область, с переселением туда армян из Ирана). Границей между государствами стал Аракс.

#### Русско-турецкая война (1828—1829)
Война между Российской и Османской империей, началась в апреле 1828 года вследствие того, что Порта после Наваринского сражения (октябрь 1827 года) в нарушение Аккерманской конвенции закрыла пролив Босфор. В более широком контексте, эта война стала следствием борьбы между великими державами, вызванной греческой войной за независимость (1821—1830) от Османской империи. Русские войска в ходе кампании нанесли турецким войскам ряд поражений на Балканах и на Кавказе, к августу 1829 года заняли Адрианополь и угрожали Стамбулу. Турция запросила мира, по итогам которого Греция получила независимость, а Россия территории на Кавказе, дельту Дуная, и протекторат над дунайскими княжествами.

#### Польское восстание
29 ноября (11 декабря) 1830 года началось восстание против власти Российской империи на территории Царства Польского, Литвы, частично Белоруссии и Правобережной Украины. Восстание велось под лозунгом восстановления «исторической Речи Посполитой» в границах 1772 года.
К октябрю 1831 года восстание было подавлено российскими войсками. В феврале 1832 года был издан «Органический статут», согласно которому Царство Польское объявлялось частью России, упразднились сейм и польское войско. Старое административное деление на воеводства было заменено делением на губернии. Фактически это означало принятие курса на превращение Царства Польского в русскую провинцию — на территорию Королевства распространялись действовавшие во всей России монетная система, система мер и весов.
После подавления восстания российские власти начали проводить политику обращения белорусских греко-католиков в православие. К 1839 году от большинства греко-католических священников угрозами и церковными наказаниями были получены подписки о согласии на переход в православие с условием единовременного денежного пособия и сохранения прежних обрядов и обычаев. 12 (24) февраля 1839 года в Полоцке собрался собор во главе с греко-католическими епископами Иосифом Семашко, Антонием Зубко и Василием Лужинским. Собор постановил признать присоединение белорусских епархий к православной церкви.

#### Золотой век русской литературы

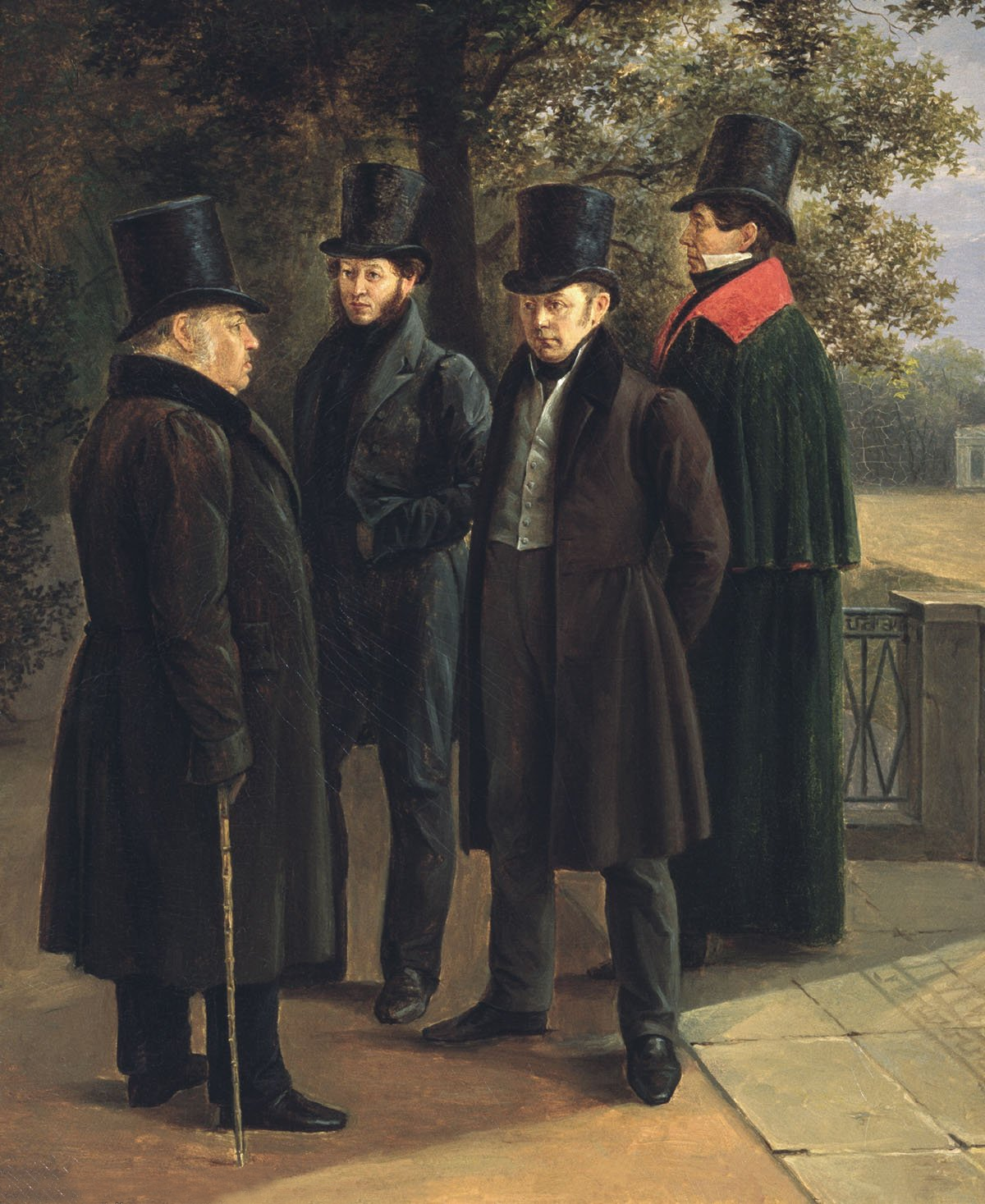
«Крылов, Пушкин, Жуковский и Гнедич в Летнем саду», Г. Чернецов, 1832.

1-я половина XIX века является тем временем, когда русская литература становится самостоятельным и очень ярким явлением; это время, когда формируются сами законы русского литературного языка. Причины для столь бурного развития русской литературы в этот период кроются как во внутрилитературных процессах, так и в общественно-политической жизни русского общества. Взошедший на престол в 1801 г. Александр I на начальном этапе своего правления стремился стать императором, который внесёт свежую струю в жизнь Российской империи. Он приближал к себе людей, которые могли, так или иначе, реформировать страну. Одним из ставленников императора был Н. М. Карамзин, уже известный к этому времени как литератор — реформатор языка. Именно Карамзин в своих произведениях постарался сблизить языки литературный и разговорный.
На протяжении двадцати лет (1820-30-е гг.) господствующим стилем стал романтизм, опирающийся главным образом на воображение автора, его мечту. В этом направлении творили А. С. Пушкин, М. Ю. Лермонтов, К. Ф. Рылеев, В. А. Жуковский, Д. В. Веневитинов, И. И. Козлов, А. И. Одоевский, Е. А. Баратынский, В. К. Кюхельбекер, А. А. Дельвиг, Ф. И. Тютчев.

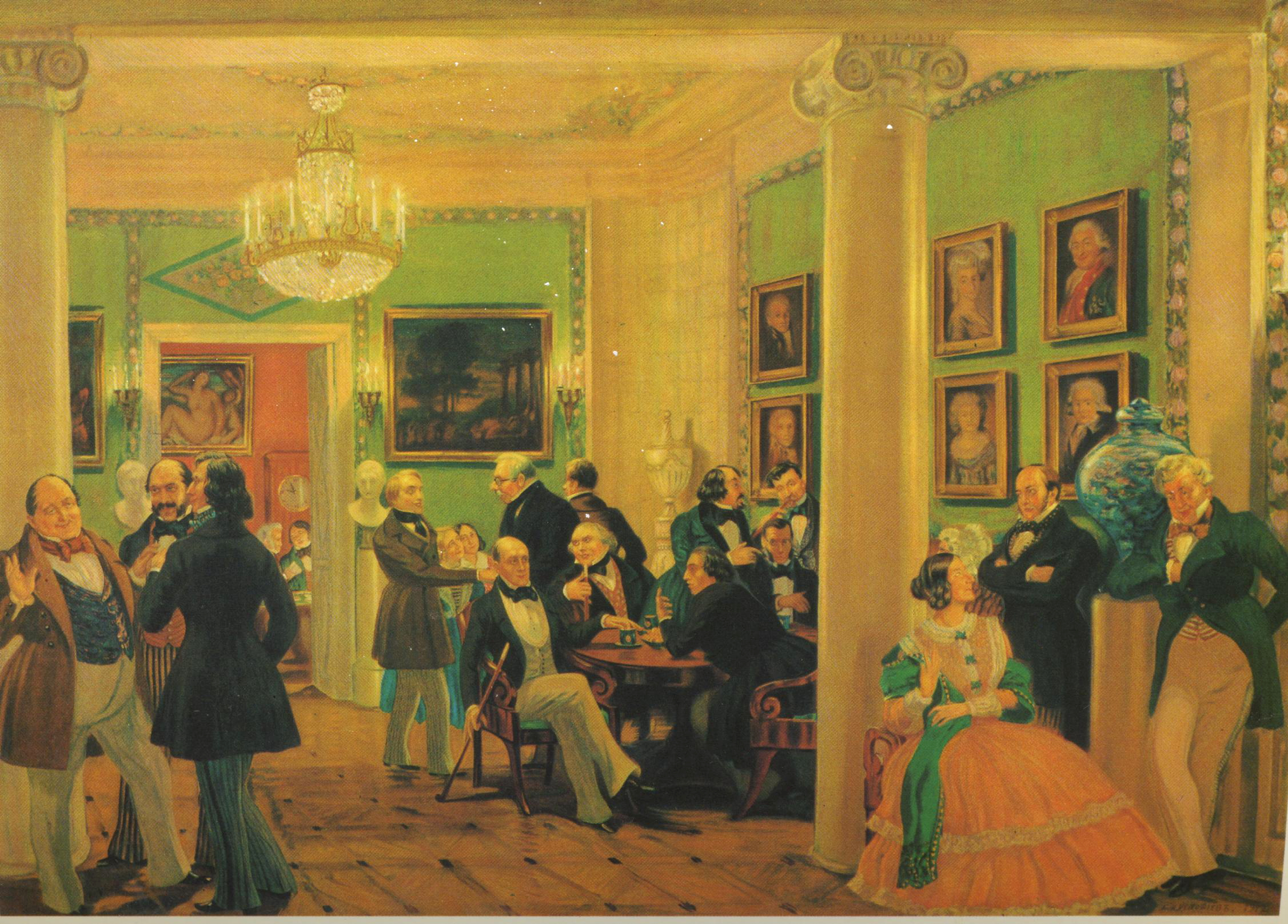
«В московской гостиной 1840-х годов», картина Б. Кустодиева

Во второй четверти XIX века продолжился процесс становления русской литературы, но условия для её развития ужесточились. Николай I, напуганный выступлением декабристов, не признавал никакого свободомыслия. Для наблюдения за порядком было учреждено III отделение собственной Его Величества канцелярии во главе с А. Х. Бенкендорфом. В 1826 году в действие вступил новый цензурный устав, который современники назвали «чугунным». Он был настолько жёстким, что уже через два года пришлось его частично смягчить. В 1832 году граф Уваров предложил формулу «православие, самодержавие, народность», которая была принята в качестве официальной идеологии. На этой основе строится образование, закрываются многие журналы, ведётся преследование всех, кто, так или иначе, не согласен с существующими порядками. И в литературе, и в общественной жизни в 1840-е годы возникают два лагеря: западники (Н. В. Станкевич, Т. Н. Грановский, А. И. Герцен, Н. П. Огарёв) и славянофилы (И. В. Киреевский, К. С. Аксаков, А. С. Хомяков, М. П. Погодин).
В 1840-е годы появляется натуральная школа, основной отличительной особенность которой стало повествование о вопиющих противоречиях городской и деревенской жизни. В этом направлении работали Н. А. Некрасов, Д. В. Григорович, В. И. Даль, И. И. Панаев, И. С. Тургенев, М. Е. Салтыков-Щедрин, В. А. Соллогуб, А. В. Дружинин, А. И. Герцен, И. А. Гончаров. В определённой мере натуральная школа закрепила торжество реализма в русской литературе.

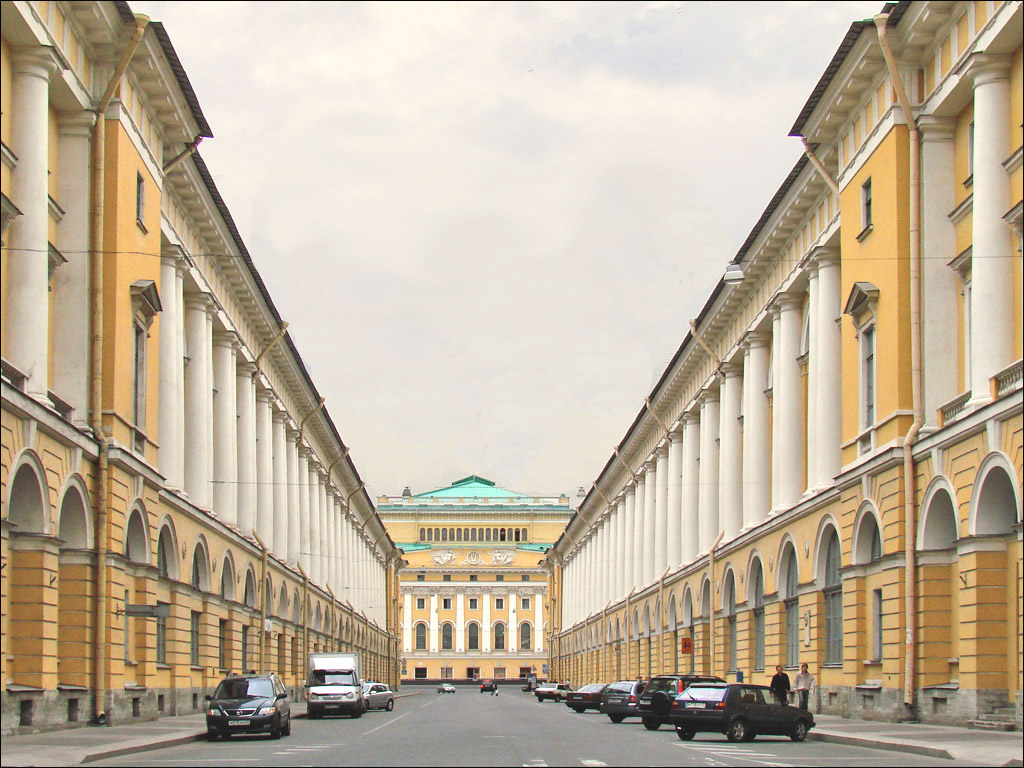
Улица Зодчего Росси (1827—1832 годы)

К этому периоду относятся первые литературные опыты Ф. М. Достоевского, И. С. Тургенева, Н. А. Некрасова, расцвет творчества Н. В. Гоголя. Среди прозаиков 2-й четверти XIX века также существенную роль сыграли В. Ф. Одоевский, А. А. Бестужев-Марлинский, Н. Ф. Павлов, среди поэтов П. А. Вяземский, Е. А. Баратынский, Н. М. Языков, А. И. Полежаев, В. Г. Бенедиктов, А. В. Кольцов.
Выдающимися художниками первой половины XIX века были О. А. Кипренский, К. П. Брюллов, А. А. Иванов.
Русская архитектура тогда поднялась на небывало высокий уровень. В Петербурге, Москве и других городах возводились величественные сооружения и целые ансамбли, которые значительно меняли облик городов. Архитекторы А. Д. Захаров, А. Н. Воронихин, Т. де Томон, К. Росси придали русской архитектуре торжественное величие.

#### Общественная жизнь
Николай I продолжил деятельность в направлении отмены крепостного права (Реформа Киселёва): запрещено отдавать крестьян в работу на горные заводы, запрещена продажа людей с публичного торга и продажа семей враздробь, было введено крестьянское самоуправление в деревнях; постройка школ (приходские училища), больниц на селе (1838 — 3; 1866—269); решение о переселении крестьян на свободные земли в других районах страны; замена у государственных крестьян подушной подати поземельным налогом в зависимости от размера земельного надела; крестьяне получили право выбирать управляющих и суды; Инвентарная реформа — создана правовая основа отношений крестьян и помещиков, законодательные ограничения произвола помещиков в западных губерниях Российской империи; возможность лишения за злоупотребления помещиков собственности. К концу правления Николая I доля самых бесправных помещичьих крепостных крестьян сократилась до 35—45 %.
С целью предотвращения распространения революционных настроений, был ограничен выезд за границу, введён запрет на обучение за границей детей с 10 до 18 лет, ужесточена цензура, формальное уменьшение количества смертных приговоров было компенсировано увеличением количества смертей от телесных наказаний и в результате ссылки на каторгу, усилена тайная полиция, расширена сеть военных училищ, введена теория официальной народности, с 1849 года введено ограничение на количество студентов в университетах: не больше 300, закрыты прогрессивные журналы, отменена веротерпимость, начались гонения на раскольников и униатов. Отменены экзамены на присвоение чина, дворянство стало более закрытым сословием, резко ограничен приток в него граждан из других сословий. С другой стороны, в данный период выросло количество убитых крестьянами «бесчинствующих» помещиков. В 1828 году основан Санкт-Петербургский технологический институт; 1834 год — основан Киевский университет.
В середине XIX веке возникает устойчивая разночинная группа людей, получивших образование, доходом которых стали средства от интеллектуального труда. Эта группа сформировала свой тип разночинной культуры, во многом противоположной типу аристократической дворянской культуры и борющейся за доминирование в российском обществе. Группа разночинной интеллигенции аккумулировала, а впоследствии и сама стала генерировать либеральные и демократические ценности, идеи ограничения самодержавия, формирование просвещённой монархии, в результате чего в России возникло движение разночинцев, впоследствии названное интеллигенцией. Наиболее видными представителями разночинцев были Виссарион Белинский, Николай Чернышевский, Николай Добролюбов, Дмитрий Писарев. Книги этих и других авторов перенесли широкий спектр идей справедливого социального устройства в российское общество и создали предпосылки для революционного преобразования российского государства, которое произошло в XX веке.
В связи с революциями 1848 года в Европе, опасаясь проникновения «революционной заразы», Николай I в 1848 году начал ужесточать внутреннюю политику. Для надзора за печатью был создан комитет во главе с Д. П. Бутурлиным — «бутурлинский комитет», который проверял уже прошедшие цензуру издания. В каждом университете, за исключением Московского, теперь могло учиться не более трёхсот студентов. Плата за обучение возросла, надзор за студентами и профессорами усилился. Министром просвещения стал князь П. А. Ширинский-Шихматов, требовавший, чтобы «впредь все положения и науки были основаны не на умствованиях, а на религиозных истинах в связи с богословием». Эпоха с 1848 года до смерти Николая I в 1856 году получила название «Мрачное семилетие».

#### Строительство железных дорог и телеграфных линий
С царствования Николая I начинается строительство и развитие железных дорог в России. Построить первые железные дороги предлагали изначально и русские инженеры, но согласие на строительство добился лишь австрийский профессор Франц Герстнер.

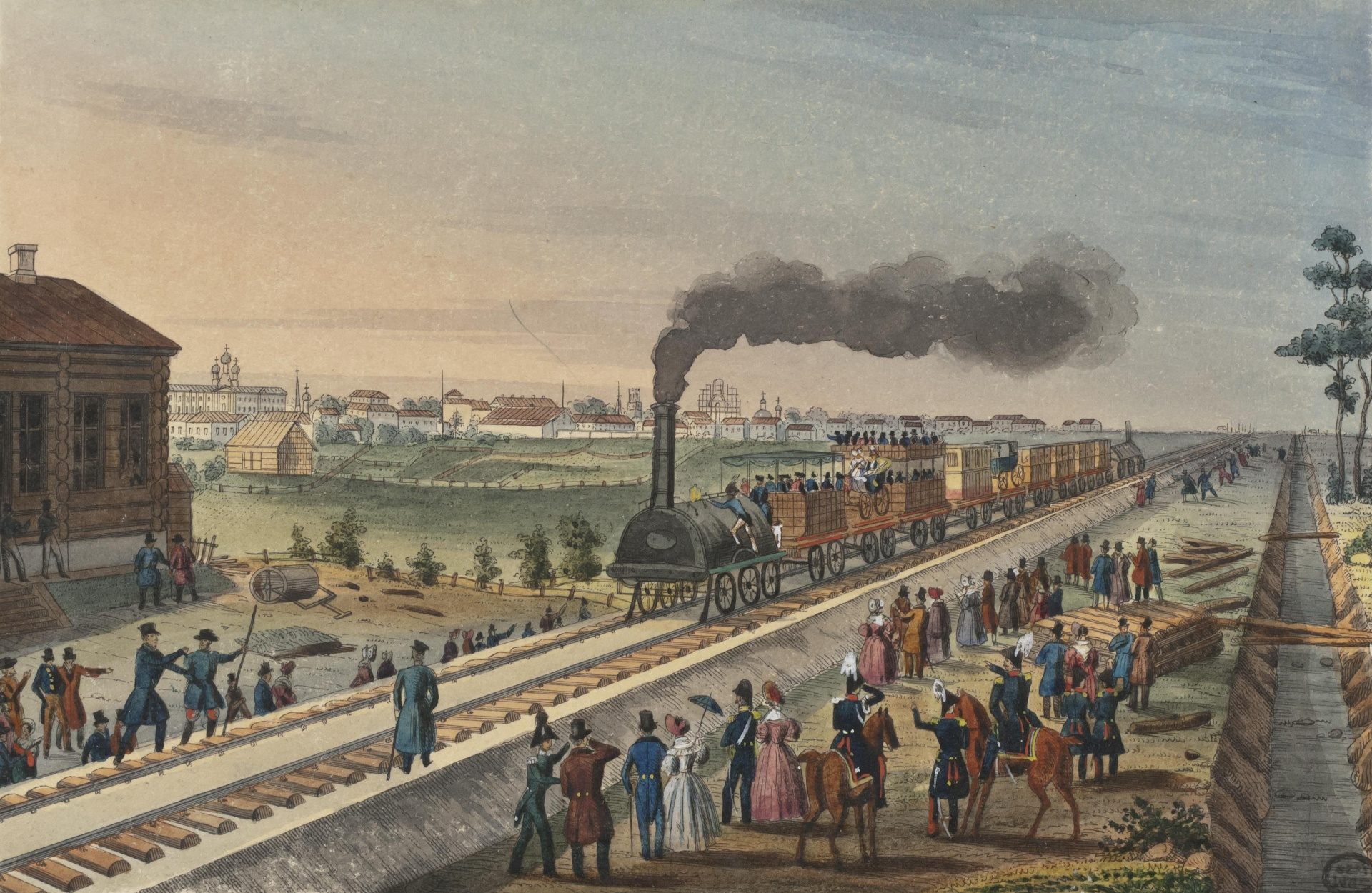
Царскосельская железная дорога

Император дозволяет строительство экспериментальной линии Санкт-Петербург — Царское Село — Павловск. Строительство начинается 1 (13) мая 1836 года. Строительством руководит лично Герстнер и через полтора года строительство 25 вёрст единственной колеи с единственным поворотом было закончено.
Торжественное открытие движения на участке состоялось 30 октября (11 ноября) 1837 года. Машинистом первого поезда стал сам Франц Герстнер. Поездка из Петербурга до Царского села заняла 35 минут, а обратная поездка — 27 минут, в три раза быстрее, чем на лошадях.
Вторую и важнейшую железную дорогу страны проложат только через 15 лет после строительства первой. Строительство дороги Петербург — Москва будет возглавлять инженер Павел Мельников. В 1851 году строительство было окончено. При строительстве Николаевской железной дороги утверждают «русскую колею» в 1524 мм.
В 1833 году была открыта линия оптического телеграфа Петербург — Кронштадт, которая шла через Стрельну и Ораниенбаум; к 1835 к этой линии прибавились ещё две: Петербург — Царское Село и Петербург — Гатчина. В 1839 году было начато сооружение последней в России линии Петербург — Варшава (через Псков, Динабург, Вильно). Линия была самой протяжённой в мире, длина её составляла 1200 км.
Локальные линии электрического телеграфа были впервые проложены в 1841 году и соединили Главный штаб и Зимний дворец в Петербурге, Царское село и Главное управление путей сообщения, станцию «Санкт-Петербург» Николаевской железной дороги и село Александровское. В 1854 году были проложены линии электрического телеграфа между Петербургом, с одной стороны, и Кронштадтом, Варшавою и Москвой — с другой. К концу 1855 года телеграфные линии уже соединили города по всей Центральной России.

#### Кавказская война
Стремясь установить нормальное сообщение с Грузией, вошедшей в российское подданство в 1801 году, Россия взялась за длительную войну против кавказских горцев, известную как Кавказская война.

#### Подавление революции в Венгрии
В 1849 году по просьбе Австрийской империи Россия приняла участие в подавлении венгерской революции, направив 140-тысячный корпус в Венгрию, пытавшуюся освободиться от гнёта со стороны Австрии; в результате был спасён трон Франца Иосифа. Именно в правление Николая I Россия получила нелестное прозвание «жандарма Европы».

#### Крымская война

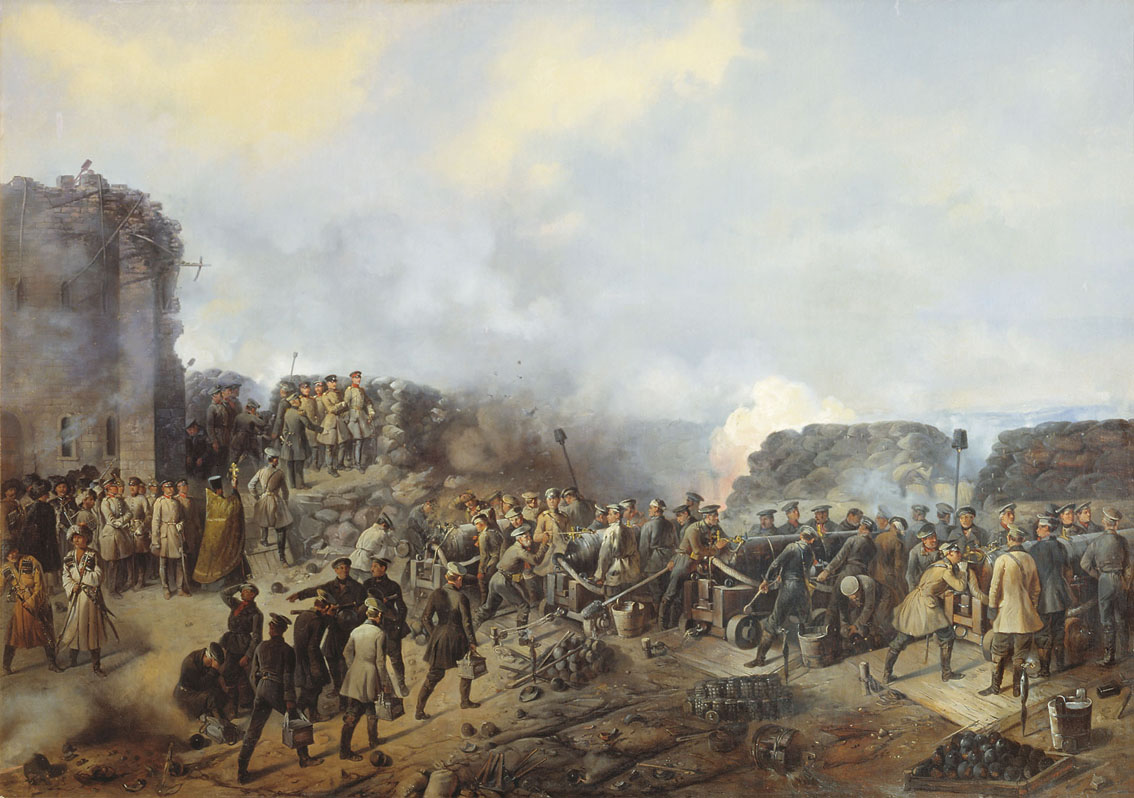
Бой на Малаховом кургане в Севастополе в 1855 году.

К середине XIX века Османская империя находилась в состоянии глубокого упадка, и только прямая военная помощь России, Великобритании, Франции и Австрии позволила султану дважды предотвратить захват Константинополя непокорным вассалом Мухаммедом Али Египетским. Это привело к появлению в 1840-х годах у российского императора Николая I планов по разделу Османской империи. Николай I, однако, не смог договориться о разделе Османской империи с Англией, выступавшей категорически против такого развития событий, и решил ускорить события путём прямого военного нажима на Турцию. Англия и Франция, со своей стороны, способствовали обострению конфликта, рассчитывая ослабить Россию на Чёрном море и надолго снять угрозу существованию Османской империи со стороны России.
В ходе последовавших боевых действий союзникам удалось, используя технологическую отсталость российской армии и флота, произвести успешную высадку в Крыму десантного корпуса, нанести российской армии ряд поражений и после годичной осады захватить Севастополь — главную базу российского Черноморского флота. На кавказском фронте российским войскам удалось нанести ряд поражений турецкой армии и захватить Карс. Однако дипломатическая изоляция заставила Россию капитулировать. Подписанный в 1856 году Парижский мирный договор потребовал от России уступки Османской империи южной Бессарабии и устья реки Дунай. Провозглашалась нейтрализация Чёрного моря.

## Российская империя во второй половине XIX века

### Александр II
При императоре Александре II, в 1861 году, в России было отменено крепостное право и проведён ряд либеральных реформ, целью которых было окончательная ликвидация феодальных пережитков. Ускорив модернизацию страны, реформы 1860-1870-х доказали плодотворность мирных преобразований в России, совершающихся по инициативе власти. Однако эти реформы инициировались лишь частью элиты и не имели массовой поддержки. Они учитывали интересы помещиков, а не крестьян, что предопределило сохранение пережитков крепостничества (крупного дворянского землевладения, земельной неустроенности крестьян, отработочной системы, напоминавшей барщину, выкупных платежей, общины) и элементов традиционных структур, в частности — самодержавия.
В октябре 1863 году Россия выступила одним из организаторов международной благотворительной организации помощи раненым Международное движение Красного Креста и Красного Полумесяца. XIX век стал веком небывалого расцвета культуры в России, золотым веком российской культуры, достигшей мирового уровня во всех её областях.

#### Великие реформы

Борис Кустодиев. «Освобождение крестьян (Чтение манифеста)». Картина 1907 года

Первые шаги к отмене крепостного права были сделаны Александром I в 1803 году подписанием «Указа о свободных хлебопашцах», в котором прописан юридический статус отпускаемых на волю крестьян.
В прибалтийских (остзейских) губерниях Российской империи (Эстляндия, Курляндия, Лифляндия) крепостное право было отменено ещё в 1816—1819 годах.
Вопреки существующему мнению, что подавляющее большинство населения дореформенной России состояло в крепостной зависимости, в действительности процентное отношение крепостных ко всему населению империи держалось почти неизменным (45 %) со второй до восьмой ревизии (то есть с 1747 по 1837 год), а к 10-й ревизии (1857) эта доля упала до 37 %. Согласно переписи населения 1857—1859 годов, в крепостной зависимости находилось 23,1 миллиона человек (обоего пола) из 62,5 миллионов человек, населявших Российскую империю. Из 65 губерний и областей, существовавших в Российской империи на 1858 год, в трёх вышеназванных остзейских губерниях, в Земле Черноморского войска, в Приморской области, Семипалатинской области и области Сибирских киргизов, в Дербентской губернии (с Прикаспийским краем) и Эриванской губернии крепостных не было вовсе; ещё в 4 административных единицах (Архангельской и Шемахинской губерниях, Забайкальской и Якутской областях) крепостных крестьян также не было, за исключением нескольких десятков дворовых людей (слуг). В оставшихся 52 губерниях и областях доля крепостных в численности населения составляла от 1,17 % (Бессарабская область) до 69,07 % (Смоленская губерния).
В 1861 году в России была проведена крестьянская реформа, отменившая крепостное право и положившая начало капиталистической формации в стране. Основной причиной данной реформы явился кризис крепостнической системы. В обстановке крестьянских волнений, особенно усилившихся во время Крымской войны, правительство пошло на отмену крепостного права.
Программа правительства была изложена в рескрипте императора Александра II 20 ноября (2 декабря) 1857 года виленскому генерал-губернатору В. И. Назимову. Она предусматривала: уничтожение личной зависимости крестьян при сохранении всей земли в собственности помещиков; предоставление крестьянам определённого количества земли, за которую они обязаны будут платить оброк или отбывать барщину, и со временем — права выкупа крестьянских усадеб (жилой дом и хозяйственные постройки). В 1858 году для подготовки крестьянских реформ были образованы губернские комитеты, внутри которых началась борьба за меры и формы уступок между либеральными и реакционными помещиками. Боязнь всероссийского крестьянского бунта заставила правительство пойти на изменение правительственной программы крестьянской реформы, проекты которой неоднократно менялись в связи с подъёмом или спадом крестьянского движения. В декабре 1858 года была принята новая программа крестьянской реформы: предоставление крестьянам возможности выкупа земельного надела и создание органов крестьянского общественного управления. Для рассмотрения проектов губернских комитетов и разработки крестьянской реформы были созданы в марте 1859 года Редакционные комиссии. Проект, составленный Редакционными комиссиями в конце 1859 года, отличался от предложенного губернскими комитетами увеличением земельных наделов и уменьшением повинностей. Это вызвало недовольство поместного дворянства, и в 1860 году в проекте были несколько уменьшены наделы и увеличены повинности. Это направление в изменении проекта сохранилось и при рассмотрении его в Главном комитете по крестьянскому делу в конце 1860 года, и при его обсуждении в Государственном совете в начале 1861 года.
19 февраля (3 марта) 1861 года в Петербурге Александр II подписал Манифест об отмене крепостного права и Положение о крестьянах, выходящих из крепостной зависимости, состоявшие из 17 законодательных актов.
Крестьянство, недовольное кабальными условиями реформы, ответило на неё массовыми волнениями. Наиболее крупными из них были Бездненское выступление и Кандиевское выступление.
В 1864 года проведена судебная реформа, вводившая суд присяжных, а также адвокатура как самостоятельный правовой институт, что говорит о начале позитивных изменений в юридической отрасли и перенятии положительного опыта из юриспруденции Западной Европы.
В ходе земской реформы 1864 года создавались губернские и уездные земские собрания и земские управы — и те, и другие выборные, на началах бессословности. Земские собрания и управы ведали местными хозяйственными делами: содержанием путей сообщения; строительством и содержанием школ и больниц; наймом врачей и фельдшеров; устройством курсов для обучения населения и устройством санитарной части в городах и деревнях; «попечением» о развитии местной торговли и промышленности, обеспечением народного продовольствия (устройством хлебных складов, семенных депо); заботой о скотоводстве и птицеводстве; взиманием налогов на местные нужды и т. п.
Земская реформа проводилась не повсеместно и не одновременно. К концу 1870-х годов земства были введены в 34 губерниях Европейской России, в Бессарабии и в области Войска Донского (где в 1882 году ликвидированы). Позже земские органы появились на окраинах: в Ставропольской, Астраханской, Оренбургской губерниях. Многие национальные и другие районы Российской империи земств не имели. Закон о земстве в западных губерниях был принят лишь в 1911 году

#### Присоединение Приамурья и Приморья
В 1858 году Россия заключила с Китаем Айгунский договор, а в 1860 году — Пекинский договор, по которым получила Приамурье и Приморье («Уссурийский край»).

#### Окончание Кавказской войны

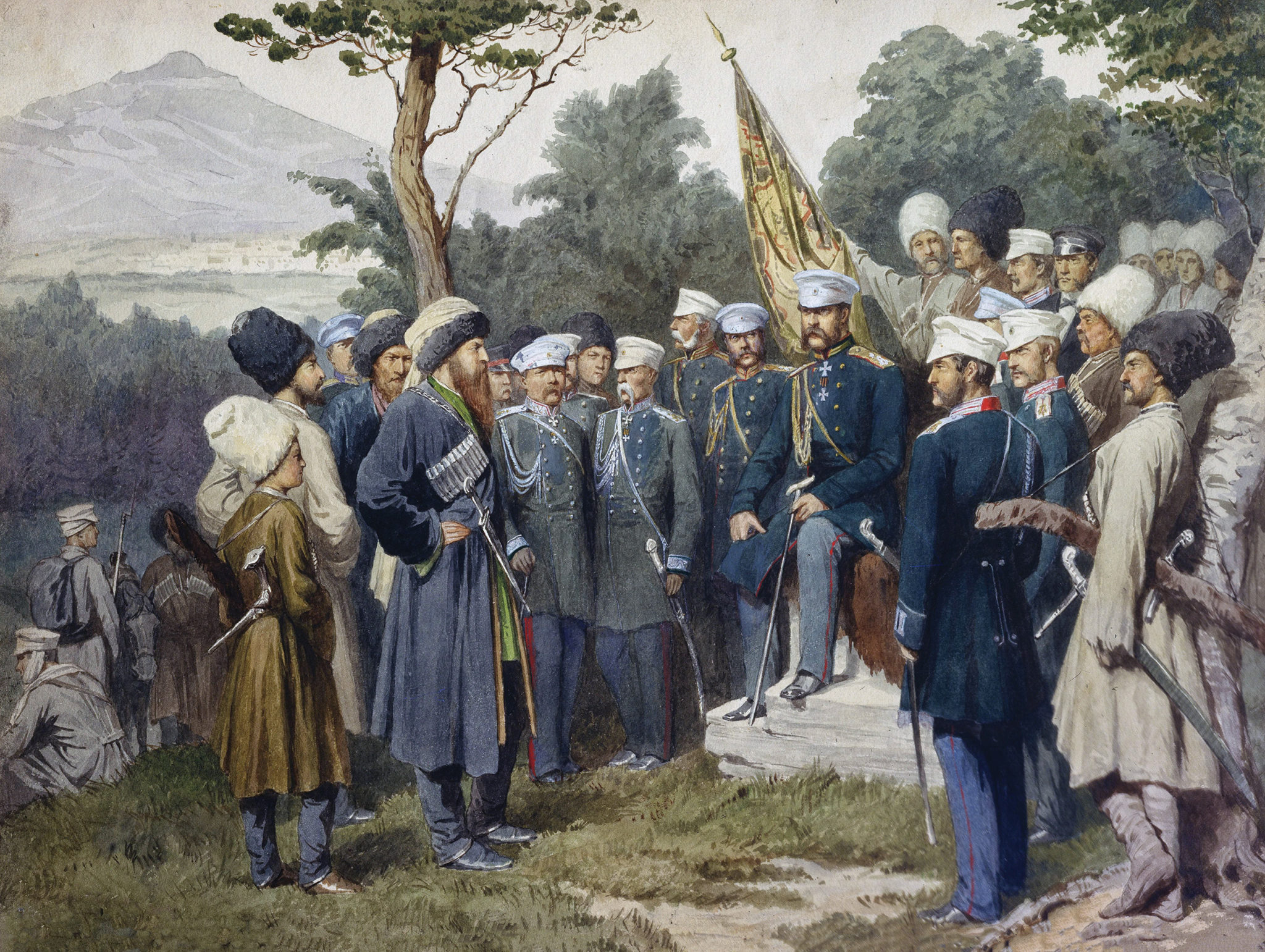
Картина А. Д. Кившенко «Сдача Шамиля князю А.И. Барятинскому»

В 1856—1858 годах российские войска одержали ряд побед над горцами. Шамиль бежал в своё последнее убежище на горе Гуниб. 25 августа (6 сентября) 1859 года Гуниб был взят штурмом, а сам Шамиль захвачен в плен.
Непокорённым оставался Западный Кавказ, где жили адыгские племена. Они должны были покоряться и переходить на указываемые им места на равнине; в противном случае их оттесняли далее в бесплодные горы, а оставленные ими земли заселялись казачьими станицами; наконец, после их вытеснения с гор к морскому берегу, им оставалось или перейти на равнину, или переселиться в Турцию, в чём предполагалось оказывать им возможное содействие. С лета 1863 года многие из них стали выселяться в Турцию или на южный склон хребта; большая их часть покорилась, так что к концу лета число выходцев, водворённых на плоскости, по Кубани и Лабе, дошло до 30 тысяч человек. В начале октября абадзехские старшины явились и подписали договор, по которому все их одноплеменники, желавшие принять русское подданство, обязывались не позже 1 (13) февраля 1864 года начать переселяться на указанные им места; остальным давался 2,5-месячный срок для выселения в Турцию. Множество горцев были оттеснены к морскому берегу и прибывшими турецкими судами отвозились в Турцию. 21 мая (2 июня) 1864 года был отслужен молебен по случаю окончания Кавказской войны.

#### Польское восстание 1863-64 годов
22 января (3 февраля) 1863 года началось новое польское национально-освободительное восстание на территории Царства Польского, Литвы, Белоруссии и Правобережной Украины, в котором участвовала также некоторая часть белорусов и литовцев.
К маю 1864 года восстание было подавлено российскими войсками. За причастность к восстанию было казнено 128 человек; 12 500 было выслано в другие местности (часть из них впоследствии подняла Кругобайкальское восстание 1866 года), 800 отправлено на каторгу. Восстание ускорило проведение крестьянской реформы в затронутых им регионах, при этом на более выгодных для крестьян условиях, чем в остальной России. Власти предприняли меры по развитию начальной школы в Литве и Белоруссии, рассчитывая, что просвещение крестьянства в русском православном духе повлечёт политико-культурную переориентацию населения. Также предпринимались меры по русификации Польши.

#### Завоевание Средней Азии
В 1860 году западносибирское начальство снарядило, под начальством полковника Циммермана, небольшой отряд, разрушивший кокандские укрепления Пишпек и Токмак. Кокандское ханство объявило священную войну (газават) и в октябре 1860 года сосредоточились, в числе 20000 человек, у укрепления Узун-Агач (56 вёрст от Верного), где были разбиты полковником Колпаковским, взявшим затем и возобновлённый кокандцами Пишпек, где на этот раз оставлен был русский гарнизон; в это же время были заняты и небольшие крепости Токмак и Костек.
В 1864 году было решено, что два отряда, один из Оренбурга, другой из западной Сибири, направятся навстречу друг другу, оренбургский — вверх по Сырдарье на город Туркестан, а западносибирский — вдоль Александровского хребта. Западносибирский отряд, 2500 человек, под начальством полковника Черняева, вышел из Верного, 5 (17) июня 1864 года взял штурмом крепость Аулие-ата, а оренбургский, 1200 человек под начальством полковника Верёвкина, двинулся из Форта-Перовского на город Туркестан, который был взят с помощью траншейных работ 12 июня.
В 1865 году из вновь занятого края, с присоединением территории прежней Сырдарьинской линии, образована была Туркестанская область, военным губернатором которой назначен был Черняев.
Слухи, что бухарский эмир собирается овладеть Ташкентом, побудили Черняева осадить и после трёхдневного штурма (15—17 июня) взять Ташкент.
8 (20) мая 1866 года произошло первое крупное столкновение русских с бухарцами, получившее название Ирджарская битва. Это сражение было выиграно русскими войсками. Победа открыла русскому войску путь на Ходжент и на Джизак, которые были взяты в том же 1866 году.

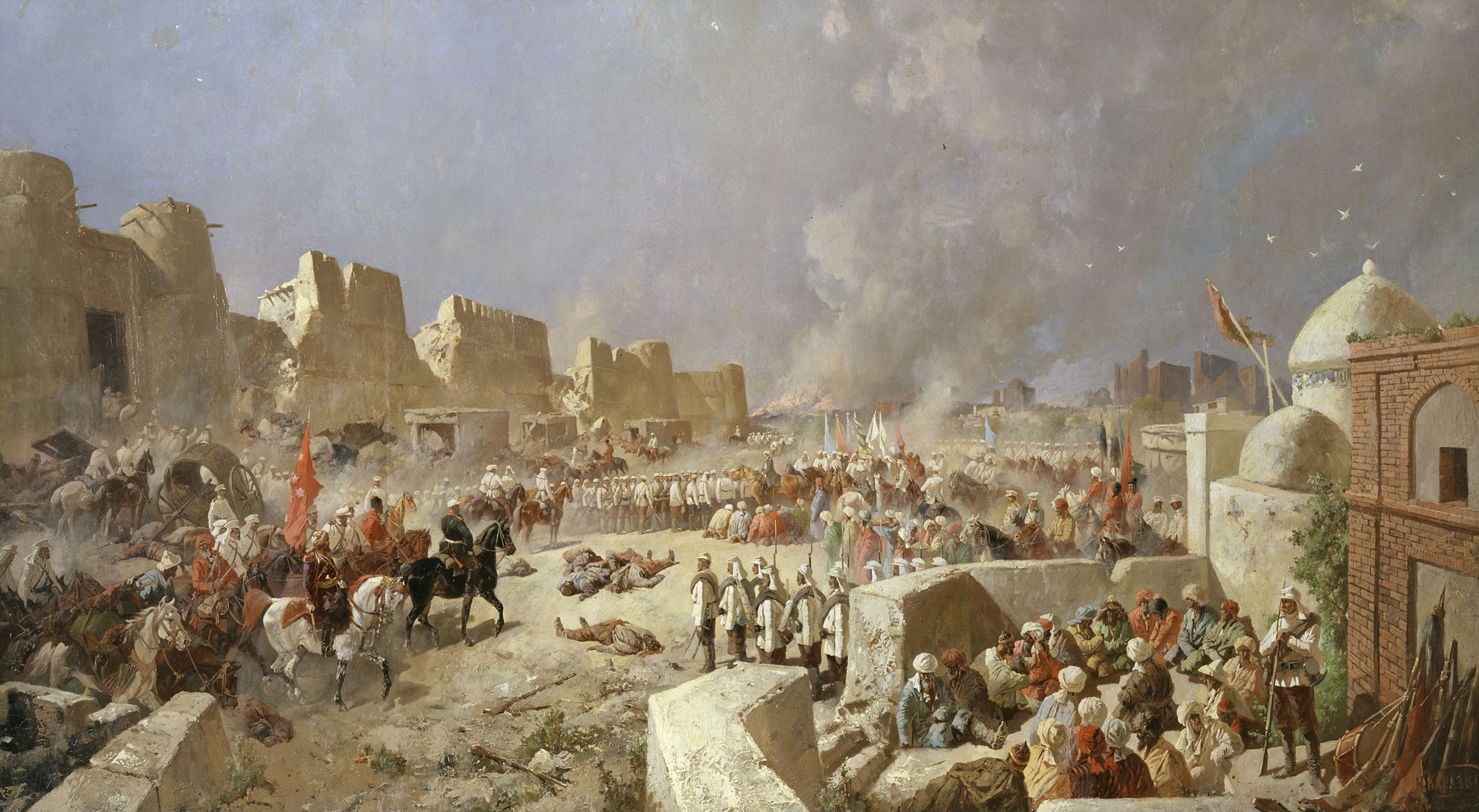
«Вступление русских войск в Самарканд»
(Н. Н. Каразин, Государственный Русский музей)

В 1868 году после ряда побед над войсками Бухарского эмирата русские взяли Самарканд. После окончательного разгрома бухарцев в битве на Зерабулакских высотах, бухарский эмир сдался. Бухарский эмират стал вассалом Российской империи, часть его территорий с Самаркандом отошла к России.
В июне 1871 года российские войска под командованием генерал-майора Колпаковского вторглись на территорию Илийского султаната. Официальной причиной послужил отказ выдать волостного управителя казахского рода албанов Тазабека и его соратников, откочевавших на территорию султаната. В результате конфликта слабовооружённые и неорганизованные войска султаната потерпели поражение. В итоге Илийский султанат попал под юрисдикцию Российской империи.
В 1875 году во главе недовольных Худояр-ханом в Коканде стал Абдурахман-Автобачи, сын казнённого Худояром Мусульман-куля, последовательный противник перехода Коканда под власть России, и к нему примкнули все противники русских и духовенство.
Но их восстание было подавлено российскими войсками. 22 сентября Кауфман заключил договор с Насир уд-Дин-ханом, в силу которого хан признавал себя слугой русского царя, обязывался уплачивать ежегодную дань в 500 тыс. руб. и уступал все земли к северу от Нарына (Наманганское бекство на правом берегу Сыр-Дарьи); из них образован был Наманганский отдел. Договор был составлен по типу соглашений с Бухарой и Хивой. Он предусматривал отказ хана от непосредственных дипломатических соглашений с какой-либо державой, кроме России.
Но едва удалились русские войска, в ханстве вспыхнуло новое восстание. Оно также было подавлено и 19 февраля (2 марта) 1876 г. состоялось Высочайшее повеление о присоединении всей территории Кокандского ханства и образовании из неё Ферганской области.
В 1873 году был совершён хивинский поход под командованием генерала Кауфмана. Хивинский хан потерпел поражение и был вынужден подчиниться России. Хивинское ханство стало вассалом Российской империи.

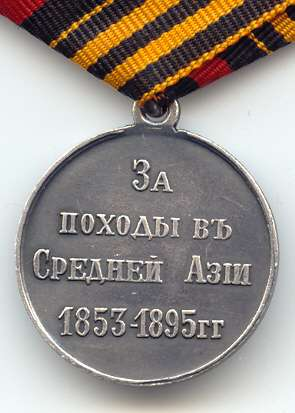
Медаль «За походы в Средней Азии»

В феврале 1881 года между Россией и Китаем был заключён Договор об Илийском крае, который передавал Илийский край (за исключением небольшого района) Китаю.
В 1880—1881 годах генерал Михаил Скобелев осуществил Ахал-текинскую экспедицию в Туркмению, взяв крепость Денгиль-Тепе (Геок-Тепе) в январе 1881 года.
Вскоре после взятия Геок-Тепе были высланы Скобелевым отряды под начальством полковника Куропаткина; один из них занял Асхабад, а другой прошёл более чем на 100 вёрст на север, обезоруживая население, возвращая его в оазисы и распространяя воззвание с целью скорейшего умиротворения края. И вскоре в Закаспийских владениях Российской империи установился мир.
В 1885 году к России был присоединён мервский оазис, в 1891-94 годах Памир. На этом продвижение России на юг завершилось.

#### Продажа Аляски
Аляска была единственной заокеанской колонией России, но она не была рентабельной и легкоуправляемой. Путь из Санкт-Петербурга длился около полугода. Площадь территории составляла около 1 600 000 км², и она была практически необжита. В начале XIX века Аляска приносила доходы Русско-американской компании за счёт торговли пушниной, однако к середине века стало очевидно, что расходы военных на содержание и защиту этой колониальной территории будут перевешивать потенциальную прибыль.
Непосредственно к востоку от Аляски простирались земли британской Компании Гудзонова залива. Поскольку у России сложились отношения острого геополитического соперничества, а подчас и открытой вражды с Британской империей (см.: Крымская война, Большая Игра, Восточный вопрос), граница требовала постоянного попечения и охраны на случай военного столкновения между двумя великими державами.
Для пополнения государственной казны после проигранной Крымской войны, император Александр II согласился с договором, который его посол в США, барон Эдуард Стекль 30 марта (11 апреля) 1867 года подписал в присутствии американского министра иностранных дел Уильяма Сьюарда в Вашингтоне. Стоимость сделки составила 7,2 млн долл.
Сенат США высказывал сомнения в целесообразности столь обременительного приобретения, тем более в обстановке, когда в стране только что закончилась гражданская война. Сделка была одобрена с перевесом всего в один голос.
18 (30) октября 1867 года Аляска официально была передана США.

#### Русско-турецкая война
В результате Русско-турецкой войны (1877—1878), российская армия одержала победу на Османской империей, и по итогам Сан-Стефанского мирного договора получили независимость Румыния, Сербия, Черногория и Болгария. Южные славяне были освобождены от многовекового османского ига.

#### Революционное движение
С конца 1860-х годов популярность в среде либеральной интеллигенции и, прежде всего, студенческой молодёжи стала приобретать идеология «народничества» (в официальной и правой среде именовалась обычно «нигилизмом»). Пропагандистский студенческий кружок существовал в Харьковском университете (1856—1858), в 1861 году кружок пропагандистов П. Э. Агриропуло и П. Г. Заичневского был создан в Москве. Члены его считали необходимой свержение монархии путём революции. Политическое устройство России представлялось ими в виде федеративного союза областей во главе с выборным национальным собранием.
В 1861—1864 годах наиболее влиятельным тайным обществом Петербурга была первая «Земля и воля». Его члены (А. А. Слепцов, Н. А. Серно-Соловьевич, А. А. Серно-Соловьевич, Н. Н. Обручев, В. С. Курочкин, Н. И. Утин, С. С. Рымаренко), вдохновленные идеями А. И. Герцена и Н. Г. Чернышевского, мечтали о создании «условий для революции». Они ждали её к 1863 году — после завершения подписания уставных грамот крестьянам на землю.
Из кружка, примыкавшего к «Земле и воле», в 1863—1866 годах в Москве выросло тайное революционное общество Н. А. Ишутина («ишутинцев»), целью которого была подготовка крестьянской революции путём заговора интеллигентских групп. К началу 1866 года в кружке уже существовала жёсткая структура — небольшое, но сплочённое центральное руководство («Ад»), собственно тайное общество («Организация») и примыкавшие к нему легальные «Общества взаимного вспомоществования». Деятельность «ишутинцев» прервало 4 апреля несогласованное с товарищами покушение одного из членов кружка, Д. В. Каракозова, на Александра II. По «делу о цареубийстве» под следствие попало более 2 тыс. народников; из них 36 были приговорены к разным мерам наказания.
В 1869 году в Москве и Петербурге начала деятельность организация «Народная расправа» (77 человек во главе С. Г. Нечаевым). Целью её была также подготовка «народной мужицкой революции». Члены организации оказались жертвами шантажа и интриг её руководителя. Когда член «Народной расправы» студент И. И. Иванов выступил против её руководителя, он был обвинён Нечаевым в предательстве и убит. Это преступление раскрыла полиция, организация была разгромлена, сам Нечаев бежал за границу, но был там арестован, выдан российским властям и судим как уголовный преступник.
С конца 1860-х в крупных городах России действовало несколько десятков народнических кружков. Один из них, созданный С. Л. Перовской (1871), влился в «Большое общество пропаганды», возглавляемое Н. В. Чайковским. В кружке «чайковцев» участвовали такие в будущем известные революционеры как М. А. Натансон, С. М. Кравчинский, П. А. Кропоткин, Ф. В. Волховский, С. С. Синегуб, Н. А. Чарушин и др.

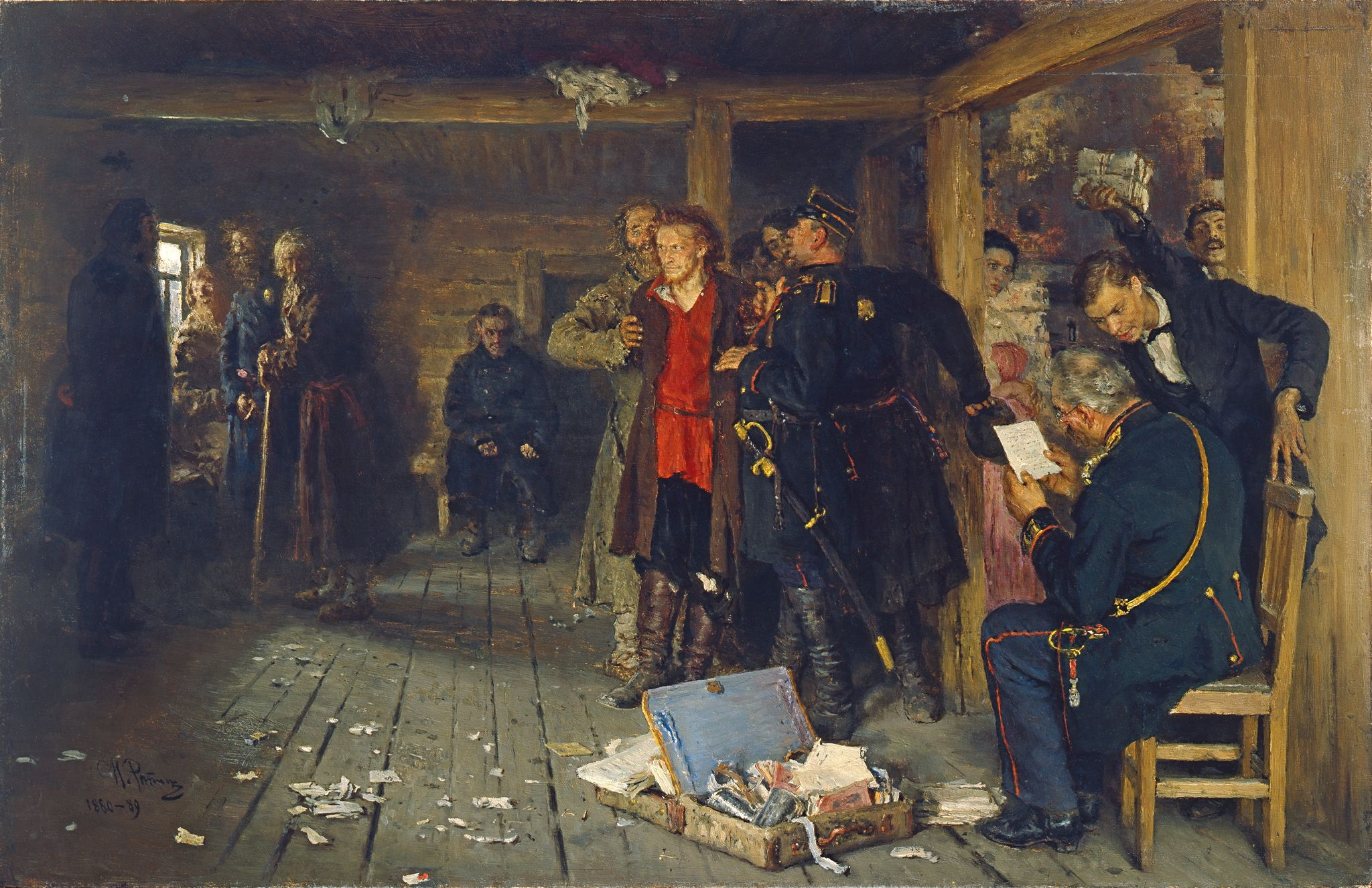
Арест пропагандиста, картина И. Репина

Весной и летом 1874 года «чайковцы», а вслед за ними и члены других кружков (в особенности «Большого общества пропаганды») отправились для ведения пропаганды в деревни Московской, Тверской, Курской и Воронежской губерний. Это движение получило наименование «летучей акции», а позже — «первого хождения в народ». Переходя из деревни в деревню, сотни студентов, гимназистов, молодых интеллигентов, одетых в крестьянскую одежду и пытавшихся разговаривать, как крестьяне, раздавали литературу и убеждали людей, что царизм «более терпеть нельзя». Но крестьяне относились к чужакам настороженно, их призывы расценивали как странные и опасные. К осени 1874 года «хождение в народ» пошло на убыль, последовали правительственные репрессии. К концу 1875 года более 900 участников движения (из 1000 активистов) а также около 8 тыс. сочувствующих и последователей было арестовано и осуждено, в том числе по самому громкому делу — «Процессу 193-х».
В конце 1874 года в Москве была создана группа под названием «Всероссийская социально-революционная организация». После арестов и процессов 1875 — начала 1876 годов она целиком вошла в созданную в 1876 году новую, вторую «Землю и волю» (названную так в память о предшественниках). Работавшие в ней М. А. и О. А. Натансон (муж и жена), Г. В. Плеханов, Л. А. Тихомиров, О. В. Аптекман, А. А. Квятковский, Д. А. Лизогуб, А. Д. Михайлов, позже — С. Л. Перовская, А. И. Желябов, В. И. Фигнер и другие настаивали на соблюдении принципов конспирации, подчинения меньшинства большинству. Программой организации предполагалось осуществление крестьянской революции, принципы коллективизма и анархизма объявлялись основами государственного устройства наряду с обобществлением земли и заменой государства федерацией общин.
Часть сторонников пропагандистской работы настаивала на переходе от «летучей пропаганды» к поселению революционеров в деревне на продолжительное время для ведения пропаганды (это движение получило в литературе наименование «второго хождения в народ»). На этот раз пропагандисты вначале осваивали ремесла, которые должны были пригодиться на селе, становились врачами, фельдшерами, писарями, учителями, кузнецами, дровосеками. Оседлые поселения пропагандистов возникли вначале в Поволжье (центр — Саратовская губерния), затем в Донской области и некоторых других губерниях. Была создана и «рабочая группа», чтобы продолжать агитацию на заводах и предприятиях Петербурга, Харькова и Ростова. «Земля и воля» организовала первую в истории России демонстрацию — 6 (18) декабря 1876 года у Казанского собора в Петербурге. На ней было развёрнуто знамя с лозунгом «Земля и воля», выступил с речью Г. В. Плеханов.
Народники Юга России встали на путь терроризма, представив его как акты самозащиты и мести за то, что они считали злодеяниями царского правительства. В феврале 1878 года В. И. Засулич совершила покушение на петербургского градоначальника Ф. Ф. Трепова, распорядившегося высечь политзаключённого-студента. В том же месяце кружок В. А. Осинского — Д. А. Лизогуба, действовавший в Киеве и Одессе, организовал убийства агента полиции А. Г. Никонова, киевского жандармского ротмистра Г. Э. Гейкинга (инициатора высылки революционно настроенных студентов) и харьковского генерал-губернатора Д. Н. Кропоткина. 4 (16) августа 1878 года  C. М. Степняк-Кравчинский убил кинжалом петербургского шефа жандармов Н. В. Мезенцова в ответ на подписание им приговора о казни революционера И. М. Ковальского.13 (25) марта 1879 года было совершено покушение на его преемника — генерала А. Р. Дрентельна.
Ответом на теракты землевольцев стали репрессии. По России прошёл десяток показательных политических процессов с приговорами по 10-15 лет каторги за печатную и устную пропаганду, было вынесено 16 смертных приговоров (1879) уже только за «принадлежность к преступному сообществу» (об этом судили по обнаруженным в доме прокламациям, доказанным фактам передачи денег в революционную казну и пр.). В этих условиях подготовку А. К. Соловьёвым покушения на императора 2 (14) апреля 1879 года многие члены организации расценили неоднозначно: часть их протестовала против теракта, считая, что он погубит дело революционной пропаганды.
В мае 1879 года террористы создали группу «Свобода или смерть». 15 июня сторонники активных действий собрались в Липецке для выработки дополнений к программе организации и общей позиции. 19-21 июня на съезде в Воронеже землевольцы попытались урегулировать противоречия между террористами и пропагандистами и сохранить единство организации, но неудачно: 15 августа «Земля и воля» распалась.
Те, кто считал необходимым отказ от методов террора (Г. В. Плеханов, Л. Г. Дейч, П. Б. Аксельрод, Засулич и др.) объединились в новое политическое образование, назвав его «Чёрный передел» (имелось в виду перераспределение земли на основании крестьянского обычного права, «по-чёрному»).
Сторонники террора создали организацию «Народная воля». Исполнительный комитет «Народной воли» 26 августа (7 сентября) 1879 года принял решение об убийстве Александра II. Народовольцами было совершено два неудачных покушения на Александра II (попытка взрыва императорского поезда под Москвой 19 ноября, взрыв в Зимнем дворце, произведённый С. Н. Халтуриным 5 [17] февраля 1880). Для охраны государственного порядка и борьбы с революционным движением была создана Верховная распорядительная комиссия. Но это не смогло предотвратить насильственной смерти императора.
1 (13) марта 1881 Александр II был смертельно ранен на набережной Екатерининского канала в Петербурге бомбой, брошенной народовольцем Игнатием Гриневицким; погиб в тот же день. Осуществление «Конституционного проекта» М. Т. Лорис-Меликова оказалось незавершённым.

### Александр III

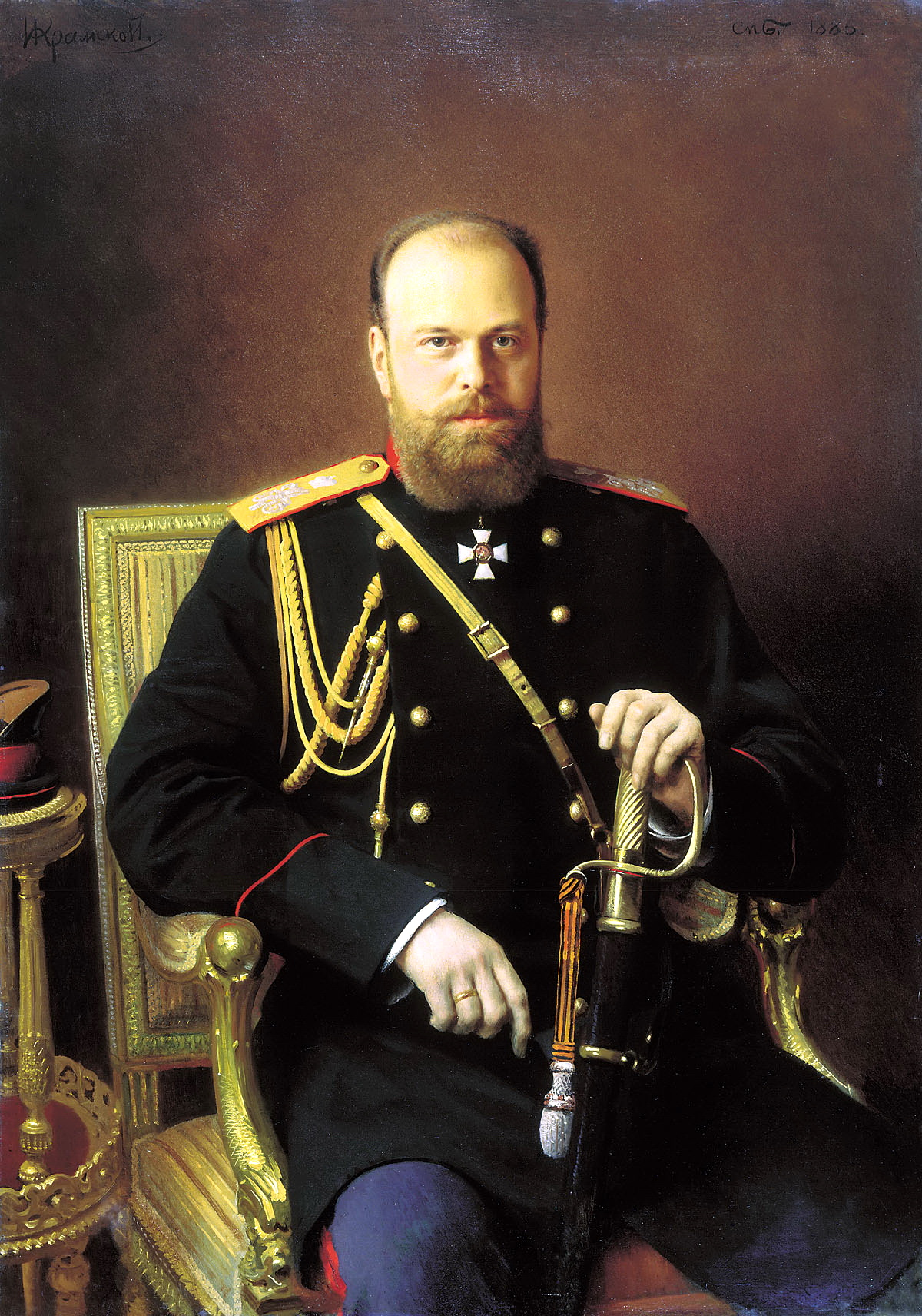
Император Александр III Александрович

Александр III, второй ребёнок в семье, наследником престола стал в 20 лет, когда внезапно умер старший брат Николай; наследовать престол готовили Николая, который и получил соответствующее воспитание.
После убийства Александра II 1 (13) марта 1881 года, Александр III взошёл на престол. 3 марта П. А. Валуев предложил царю назначить регента, опасаясь убийства Александра III. 14 (26) марта 1881 года Александр III назначил регентом великого князя Владимира Александровича.
Само убийство императора-реформатора доказывало возобладавшим консервативно-правым силам пагубность реформ. По инициативе К. П. Победоносцева 29 апреля (11 мая) 1881 года был издан составленный последним «манифест о незыблемости самодержавия». Манифест призывал «всех верных подданных служить верой и правдой к искоренению гнусной крамолы, позорящей землю Русскую, — к утверждению веры и нравственности, — к доброму воспитанию детей, — к истреблению неправды и хищения, — к водворению порядка и правды в действии всех учреждений». Вскоре после опубликования манифеста либерально настроенные министры (Лорис-Меликов, Милютин, Константин Николаевич) вынуждены были подать в отставку.
«Распоряжение о мерах к сохранению государственного порядка и общественного спокойствия и проведение определённых местностей в состояние усиленной охраны», изданное 14 (26) августа 1881 года, предоставляло право политической полиции в 10 губерниях Российской империи действовать согласно ситуации, не подчиняясь администрации и судам. Власти при введении этого законодательного акта в какой-либо местности могли без суда высылать нежелательных лиц, закрывать учебные заведения, органы печати и торгово-промышленные и предприятия. Фактически в России устанавливалось чрезвычайное положение, просуществовавшее, несмотря на временный характер этого закона, до 1917 года.
С тех пор основные государственные задачи, завещанные преобразовательной эпохой, уже не ставились на очередь во всем их объёме. Распространение новых учреждений на области, оставшиеся ещё под действием дореформенных порядков, продолжалось, постепенно захватывая отдалённые окраины империи; но в то же время преобразованные учреждения подверглись новой переработке, на основах, не соответствовавших традициям преобразовательной эпохи.  Контрреформы включали ограничение университетского самоуправления; для усиления контроля над крестьянским самоуправлением был учреждён институт земских начальников (1889), было сокращено представительство крестьян в земствах (1890), урезана самостоятельность городских дум (1892), введён высокий имущественный ценз и низшие сословия лишены права голоса.
В период правления Александра III в России начало формироваться обязательное к исполнению фабричное законодательство и фабричная инспекция: утверждённый императором закон от 1 (13) июня 1882 года ограничивал время работы беременных женщин и малолетних детей до 12 лет. Снижение заработной платы и огромные штрафы, общее ухудшение социального положения рабочих привело в 1885 году к одной из крупнейших забастовок в истории Российской империи: Морозовской стачке.
В правление Александра III Россия не вела войн, за что он был прозван царем-миротворцем. В конце правления Александра III растущие  противоречия между Россией, с одной стороны, и Германией и Австро-Венгрией, с другой стороны, привели к заключению в 1891 году франко-российского союза, надолго определившего внешнеполитическую ориентацию России.

#### Большая игра в Средней Азии
Опасения британцев за первенство своего влияния в Афганистане, спровоцировавшие афганцев к вторжению на спорные территории южнее Мерва, который был присоединён к Российской империи в 1884 году, привели к бою на Кушке 18 (30) марта 1885 года. Этот международный инцидент активно муссировался в европейской прессе и, как думали в то время, поставил Россию на грань войны с Великобританией.
Эмир Абдур-Рахман, который в то время был на встрече с лордом Дуфферином в Равалпинди, пытался замять произошедшее, как мелкое пограничное недоразумение. Лорд Рипон настаивал на том, что любая уступка со стороны британцев будет поощрением открытой российской интервенции в Афганистан. Тем не менее война была предотвращена усилиями дипломатов, британцы получили уверения в намерениях уважать территориальную целостность Афганистана в будущем.
Для урегулирования инцидента была учреждена русско-британская пограничная комиссия, которая и определила современную северную границу Афганистана. Представители эмира в её работе не участвовали. Уступки российских представителей были минимальны. Россия сохранила отвоёванный Комаровым клочок земли, на которой был впоследствии основан город Кушка. Он был самым южным населённым пунктом как Российской империи, так и СССР.
В 1890—1894 годах происходило соперничество российской и британской империй за контроль над Памиром. После экспедиций российских войск под командованием М.Ионова было заключено российско-британское соглашение, по которому часть Памира отошла к Афганистану, часть — к России, а часть — к Бухарскому эмирату, подконтрольному России. На этом экспансия России в Средней Азии завершилась.

#### Индустриализация и развитие капитализма
В начале 1860-х годов русская промышленность пережила серьёзный кризис и в целом в 1860—1880-е годы её развитие резко замедлилось. В последующие годы периоды роста перемежались с периодами спадов. В целом экономические историки характеризуют период с 1860 по 1885—1888 годы, пришедшийся в основном на царствование Александра II, как период экономической депрессии и промышленного спада.
После прихода к власти Александра III, начиная с середины 1880-х годов, правительство вернулось к протекционистской политике, проводившейся при Николае I. В течение 1880-х годов было несколько повышений импортных пошлин, а начиная с 1891 г. в стране начала действовать новая система таможенных тарифов, самых высоких за предыдущие 35-40 лет. По мнению учёных той эпохи (М. Ковалевский) и современных экономических историков (Р. Порталь, П. Байрох) введение элементов политики протекционизма сыграло важную роль в резком ускорении промышленного роста в России в конце XIX в. Всего лишь за 10 лет (1887—1897 гг.) промышленное производство в стране удвоилось. За 13 лет — с 1887 г. по 1900 г. — производство чугуна в России выросло почти в 5 раз, стали — также почти в 5 раз, нефти — в 4 раза, угля — в 3,5 раза, сахара — в 2 раза.
Активно шло строительство железных дорог, что способствовало развитию промышленности. Построенные в это время дороги были как казёнными (Николаевская, Московско-Нижегородская, Петербурго-Варшавская), так и частными (Рязано-Уральская). В 1887 году началось строительство наиболее грандиозной дороги — Транссиба, соединившего европейскую часть страны и Урал с Дальним Востоком.
Характерной чертой индустриализации 1890-х годов стала быстрая монополизация ведущих отраслей промышленности. Например, синдикат «Продамет» в начале XX века контролировал более 80 % всего российского производства готовых металлических изделий, синдикат Кровля — более 50 % всего выпуска листового железа, подобная же картина была в других отраслях, где были созданы «Продвагон», «Продуголь» и другие монополистические объединения. В табачной отрасли был создан Табачный трест — его создали англичане, скупившие все русские табачные компании. Это приводило к все большей концентрации производства в промышленности, превосходившей даже тот уровень концентрации, который складывался в Западной Европе. Так, на крупных предприятиях с числом рабочих более 500 человек в России в начале XX века работало около половины всех промышленных рабочих, такой высокий показатель в Европе был лишь в Германии, в других странах этот показатель был намного ниже.

### Николай II
Коронация Николая II состоялась 14 (26) мая 1896 года (о жертвах коронационных торжеств в Москве см.: Давка на Ходынском поле).
Первым из крупных внешнеполитических действий Николая II стала Тройственная интервенция. На совещании министров 5 (17) декабря 1896 года под председательством Николая II рассматривался план высадки российского десанта на Босфоре. В последний момент от проведения этой операции было решено отказаться. В марте 1897 года российские войска приняли участие в небоевой операции на Крите, который стал международным протекторатом после греко-турецкой войны. В декабре 1897 года с помощью российской военной эскадры на Китай было оказано давление и в результате Россия получила в аренду порты Порт-Артур и Дальний.
В 1897 году была проведена первая всероссийская перепись населения. Согласно данным переписи, численность населения Российской империи составила 125 миллионов человек. Из них для 84 миллионов родным был русский язык. Грамотных среди населения России было 21 %, среди лиц в возрасте 10-19 лет — 34 %. В том же году была проведена денежная реформа, установившая золотой стандарт рубля.
2 (14) июня 1897 года был издан закон об ограничении рабочего времени. Им устанавливался максимальный предел рабочего дня не более 11,5 часов в обычные дни, и 10 часов в субботу и предпраздничные дни, или если хотя бы часть рабочего дня приходилась на ночное время. Был отменён особый налог на землевладельцев польского происхождения в Западном крае, введённый в наказание за польское восстание 1863 года.

## Начало XX века
В 1900 году Николай II отправил российские войска на подавление Ихэтуаньского восстания совместно с войсками других европейских держав, Японии и США.
Аренда Российской империей Ляодунского полуострова, постройка Китайско-Восточной железной дороги и основание морской базы в Порт-Артуре, растущее влияние Российской империи в Маньчжурии послужили причиной нападения в 1904 году Японии, которая также претендовала на Маньчжурию.
Русско-японская война началась 27 января (9 февраля) 1904 года, когда восемь японских миноносцев без объявления войны атаковали русские корабли в гавани Порт-Артура.
За пограничным сражением на реке Ялу последовали сражения под Ляояном, на реке Шахэ и под Сандепу. В 1905 году после крупного сражения русская армия оставила Мукден.
Исход войны решило морское сражение при Цусиме, которое завершилось полным поражением русского флота. Война закончилась Портсмутским миром 1905 года, по условиям которого Российская империя признала Корею сферой влияния Японии, уступила Японии Южный Сахалин и права на Ляодунский полуостров с городами Порт-Артур и Дальний. Для широких слоёв населения война прошла почти незаметно, причём использована была лишь одна десятая часть военной мощи страны.
Однако жестокое и унизительное поражение в русско-японской войне стало одной из причин начала первой русской революции. Толчком к началу массовых выступлений под политическими лозунгами послужил расстрел демонстрации в Санкт-Петербурге 9 (22) января 1905 года (так называемое «Кровавое воскресенье»).

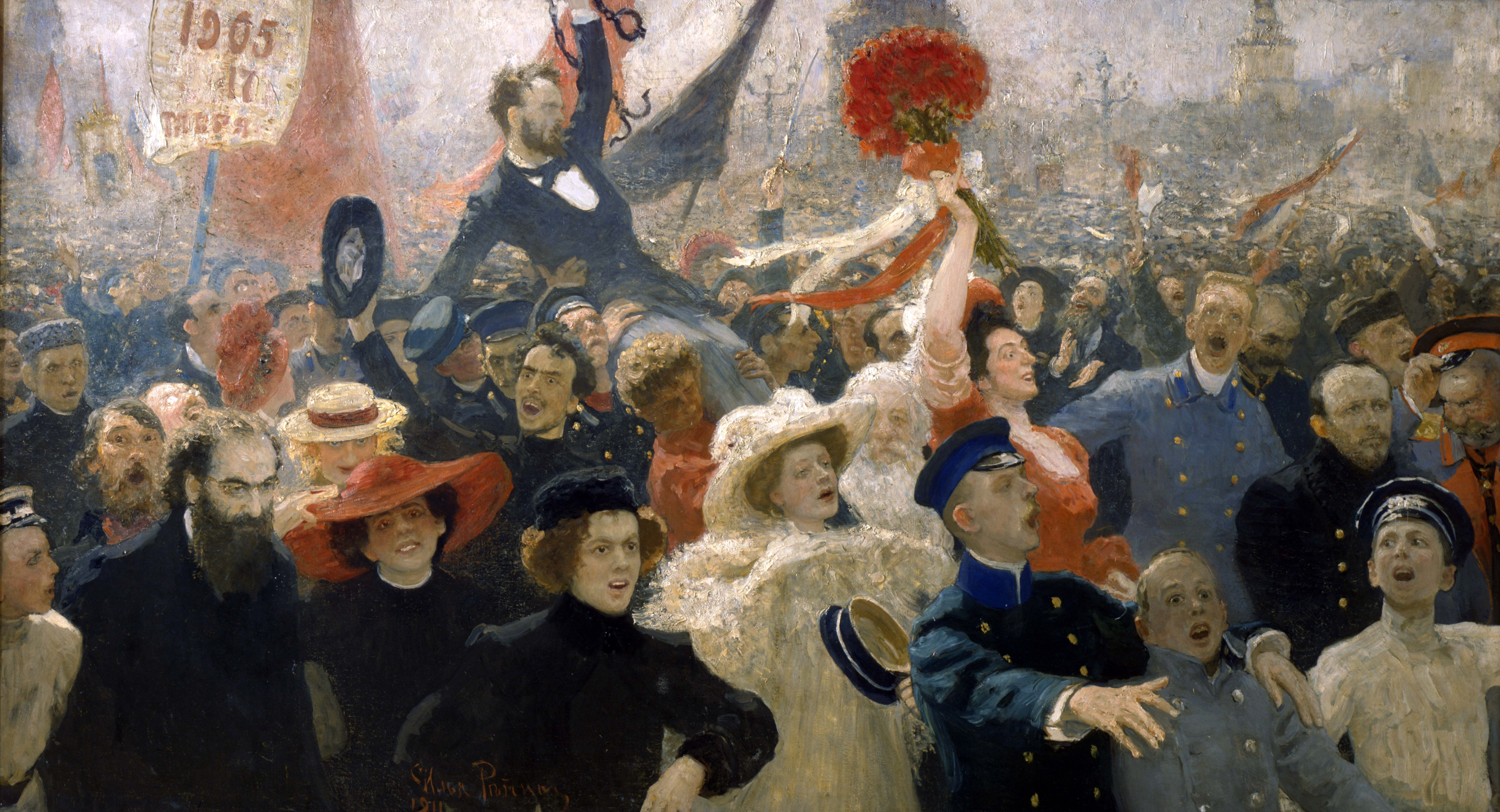
Манифест 17 октября 1905 года, картина Ильи Репина

Основным политическим итогом революции было издание манифеста 17 октября 1905 года. Был создан российский парламент — Государственная Дума Российской империи. Манифест также даровал гражданские свободы: действительной неприкосновенности личности, свободу совести, слова, собраний и союзов. Возникли профессиональные и профессионально-политические союзы, укреплялись социал-демократическая партия и партия социалистов-революционеров, были созданы Конституционно-демократическая партия, «Союз 17 октября», «Союз русского народа» и другие. Самодержавие вынужденно пошло на создание парламентского представительства и начало реформы (см.: Столыпинская аграрная реформа).
Роспуск императором по инициативе премьер-министра П. А. Столыпина 2-й Государственной думы с параллельным изменением избирательного закона (Третьеиюньский государственный переворот 1907 года) означал конец революции.
Однако после окончания революции социальный мир в Российской империи не наступил. В 1912 году произошёл Ленский расстрел, в пролетарских стачках в 1913 году приняло участие около 2 000 000 человек, в 1914 году 1 500 000 рабочих бастовало только за первое полугодие, в июле 1914 года в столице дело дошло до баррикад.
18 (31) августа 1907 года был подписан договор с Великобританией по разграничению сфер влияния в Китае, Афганистане и Иране. Это стало важным шагом в формировании Антанты. 17 (30) июня 1910 года после продолжительных споров был принят закон, ограничивавший права сейма великого княжества Финляндского (см. Русификация Финляндии).
В 1909 году в связи с нестабильной политической обстановкой в Персии (Иране) туда были направлены российские войска. В 1911 году российский контингент в Персии был усилен.
В 1912 году фактическим протекторатом Российской империи стала Монголия, получившая независимость от Китая в результате произошедшей там революции. В Монголию был направлен контингент российских войск. После революции в Китае в 1912—1913 годах тувинские нойоны несколько раз обращались к царскому правительству с просьбой принять Туву под протекторат Российской империи. 17 (30) апреля 1914 года Николай II подписал указ об установлении протектората Российской империи над Урянхайским краем. Он был включён в состав Енисейской губернии с передачей ведения в Туве политических и дипломатических дел Иркутскому генерал-губернатору.
В связи с Первой Балканской войной Австро-Венгрия провела частичную мобилизацию своей армии, и в связи с этим в ноябре 1912 года на совещании у императора рассматривался вопрос о мобилизации войск трёх российских военных округов. За эту меру выступал военный министр В.Сухомлинов, но премьер-министру В. Коковцову удалось убедить императора не принимать такого решения, угрожавшего втягиванием Российской империи в войну.

### Экономическая ситуация
Несомненным фактом является замедление промышленного роста Российской империи накануне Первой мировой войны по сравнению с концом XIX века. В 1901—1903 годах произошло падение производства. Но даже в 1905—1914 годы темпы увеличения промышленного производства были в несколько раз ниже, чем в 1890-е годы..
Накануне Первой мировой войны значительно возросли добыча угля и нефти, промышленное и сельскохозяйственное производство, протяжённость железных дорог, численность учащихся (например, с 1905 до 1913 число учеников в мужских гимназиях возросло на 531 %). К 1913 году на Российскую империю приходилось 5,3 % мирового промышленного производства (США — 35,8 %, Германия — 15,7 %, Великобритания — 14 %, Франция — 6,4 %). В 1913 году при экспорте основных зерновых культур в 495 000 пудов (1 место в мире), внутреннее потребление составило 18 пудов на душу населения. Потребление основных зерновых на душу населения в других странах в 1913 году составило: в США — 43,7 пудов, в Великобритании — 16,7 пудов, в Японии −3,6 пудов, во Франции — 19,1 пудов, в Италии — 16,2 пудов, в Аргентине — 17,0 пудов, в Швеции — 15,2 пудов. Наблюдался рост заработной платы рабочих. Средняя годовая заработная плата рабочих по всем группам производств в 1910 году составила 243 рубля, а в 1913 году 264 рубля.
Но по многим показателям Российская империя продолжала уступать другим странам. В 1915 году по производству зерновых на душу населения Российская империя почти вчетверо уступала Канаде, втрое — Аргентине и вдвое — США. По общей численности крупного рогатого скота, лошадей и свиней на 100 человек населения Российская империя уступала США почти в 2 раза. В переводе на крупный рогатый скот: в Российской империи 99 647 голов (1914 год) — 57,3 на 100 человек, в США 110 508 голов (1916 год) — 111 900 на 100 человек (здесь основную роль играло крупное поголовье свиней в США, превосходившее поголовье в Российской империей в 4,25 раза). По добыче угля — более чем в 17 раз, нефти — более чем втрое, стали — более чем в 7 раз. По протяжённости железных дорог — более чем в 6 раз, по числу учащихся — почти втрое и это без пересчёта на душу населения.
Ряд отраслей промышленности в Российской империей был развит довольно хорошо: металлургия, паровозостроение, текстильная промышленность, но даже по развитию базовых отраслей Россия значительно отставала от ведущих европейских стран. Например, производство металла в Российской империи в 1912 году составляло 28 кг на человека, а в Германии — 156 кг, то есть в 5,5 раз больше. Что касается более сложных и наукоёмких отраслей, то там отставание было намного большим.
От 70 % до 100 % производственных мощностей в большинстве отраслей промышленности накануне Первой мировой войны контролировал иностранный капитал, в значительной мере — французский.
По среднегодовым темпам прироста промышленного производства Россия в начале XX века опережала Великобританию и Германию, но отставала от Японии, которая так же, как и Россия, пыталась догнать по развитию страны Запада.
По состоянию на 1912 г. водопровод имелся лишь в 190 из 1078 населённых пунктов с числом жителей более 10 тыс. человек и только в 58 из них были устроены фильтры или иные приспособления для очищения воды. Между тем, в то же время в Германии в городах с населением свыше 20 тыс. жителей водопровод имелся в 98 поселениях из 100, в городах с населением от 5 до 20 тыс. имелся водопровод в 74 из 100 городов. Это было причиной того, что в Англии, Германии, Франции, Швеции и Норвегии число смертных исходов от заразных болезней в 1909—1910 гг. не превышало 100 случаев на 100 тыс. населения в год, тогда как в Российской империи смертность от заразных болезней (не считая холеры и чумы) в 1906—1910 годах составляла 529 случаев в год на 100 тыс. населения. В 1910 г. эпидемия холеры охватила 78 губерний и областей Российской империи.

### Первая мировая война
В целом, в 1914 году Россия была не готова к войне, и это обстоятельство осознавали на правительственном уровне.
Непосредственным поводом к войне послужило Сараевское убийство 28 июня (11 июля) 1914 года австрийского эрцгерцога Франца Фердинанда девятнадцатилетним сербским студентом Гаврилой Принципом, который являлся членом тайной организации «Млада Босна», борющейся за объединение всех южнославянских народов в одном государстве. Так как в убийстве была замешана Сербия, через некоторое время Австро-Венгрия предъявила Сербии Июльский ультиматум, и хотя он и был принят с единственной оговоркой, не удовлетворилась ответом и объявила Сербии войну. Российская империя в ответ на это объявила всеобщую мобилизацию 17 (30) июля 1914 года. 19 июля (1 августа) Германская империя, союзник Австро-Венгрии, объявила войну Российской империи.
В 1914 году на восточном фронте Первой мировой войны произошло два крупных сражения: Восточно-Прусская операция, закончившаяся поражением российских войск, и Галицийская битва, закончившаяся их победой.
29 октября (11 ноября) 1914 года турецкий флот под командованием германского адмирала В. Сушона обстрелял Севастополь, Одессу, Феодосию и Новороссийск. 2 ноября Российская империя объявила Турции войну. Возник Кавказский фронт. В декабре 1914 — январе 1915 годов в ходе Сарыкамышской операции российская Кавказская армия остановила наступление турецких войск на Карс, а затем разгромила их и перешла в контрнаступление.

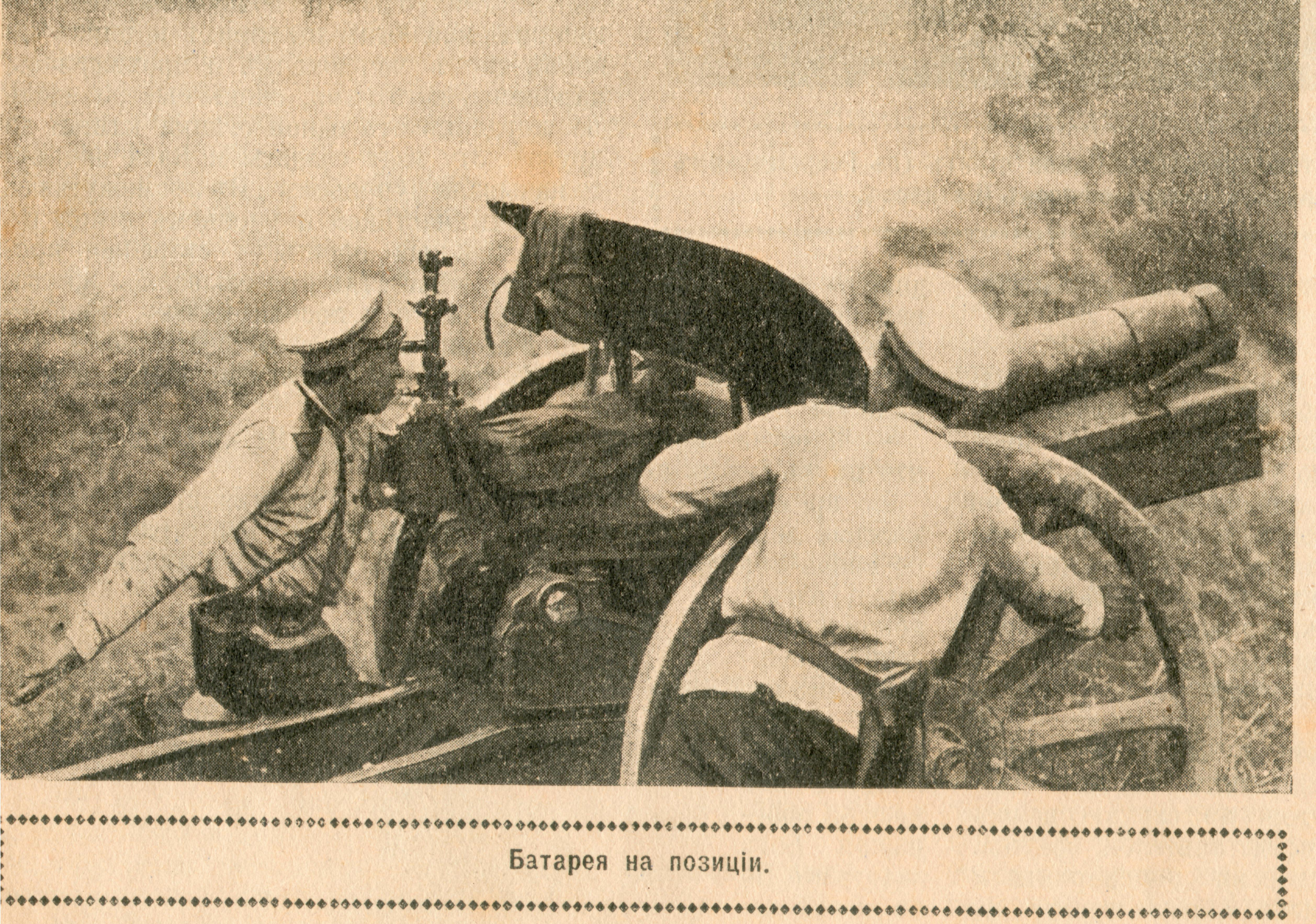
Русская 122-мм гаубица ведёт огонь на германском фронте, 1915 год

Российские солдаты в окопе, на фронте Первой мировой

В начале 1915 года Германия решила нанести основной удар на восточном фронте, пытаясь вывести Российскую империю из войны. В ходе Августовской операции (название от города, а не по месяцу), называемой также зимним сражением в Мазурии, германским войскам удалось выбить российские войска из Восточной Пруссии. Последующее наступление немцев в районе Прасныша (см.: Праснышская операция) потерпело серьёзную неудачу — в сражении германские войска были разбиты и отброшены назад в Восточную Пруссию. Зимой 1914—1915 годов шло сражение между русскими и австрийцами за перевалы в Карпатах (см.: Карпатская операция). 10 (23) марта 1915 завершилась осада Перемышля — капитулировала важная австрийская крепость с гарнизоном в 115 тыс. человек.
В мае германо-австрийским войскам, сосредоточив превосходящие силы в районе Горлице, удалось прорвать русский фронт (см.: Горлицкий прорыв). После этого началось общее стратегическое отступление российской армии из Галиции и Польши. 23 августа (5 сентября) 1915 года Николай II принял на себя звание Верховного главнокомандующего, назначив Николая Николаевича командующим Кавказским фронтом. Начальником штаба ставки верховного главнокомандующего был назначен М. В. Алексеев. Фронт удалось стабилизировать. На захваченной российской территории была создана германская оккупационная администрация.
В июне 1916 года началась крупная наступательная операция русской армии, получившая название Брусиловский прорыв по имени командующего фронтом А. А. Брусилова. В результате наступательной операции Юго-Западный фронт нанёс серьёзное поражение австро-венгерским войскам в Галиции и Буковине.
На Кавказском фронте к лету 1916 года российскими войсками была занята большая часть Западной Армении.
25 июня (8 июля) 1916 года был издан указ о так называемой «реквизиции инородцев» до полумиллиона человек на тыловые работы, что привело к вооружённому восстанию в Туркестане и в Семиречье. Подавление восстания заняло значительное время — последние остатки сопротивления в Закаспийской области были подавлены в конце января 1917 года, а казахские повстанцы Амангельды Иманова и Алиби Джангильдина в степях Тургая продолжали боевые действия и позднее.
Летом 1917 года последний царский министр внутренних дел А. Д. Протопопов показывал Чрезвычайной следственной комиссии Временного правительства о состоянии страны к зиме 1916/1917 годов:

Финансы расстроены, товарооборот нарушен, производительность труда на громадную убыль… Пути сообщения в полном расстройстве, что чрезвычайно осложнило экономическое и военное положение… Наборы обезлюдили деревню (брался 13-й миллион), остановили землеобрабатывающую промышленность. Деревня без мужей, братьев, сыновей и даже подростков была несчастна. Города голодали, деревня была задавлена, постоянно под страхом реквизиций… Товара было мало, цены росли, таксы развили продажу «из-под полы», получилось мародёрство… Искусство, литература, учёный труд были под гнётом… Упорядочить дело было некому. Начальства было много, но направляющей воли, плана, системы не было. Верховная власть перестала быть источником жизни и света.

### Февральская революция
В феврале 1917 года в Петрограде произошли события в результате которых в России де-факто была свергнута монархия и установилось двоевластие Временного правительства и Петросовета. Февральская революция стала первой из двух революций в России в 1917 году. Она произошла в тогдашней столице страны — Петрограде (современный Санкт-Петербург) в марте (в конце февраля по юлианскому календарю). Её непосредственным результатом стало отречение императора Николая II, конец династии Романовых и конец Российской империи. Власть в стране перешла к Временному правительству России под председательством назначенного императором князя Георгия Львова. Временное правительство было результатом альянса между либералами и социалистами, которые хотели политических реформ. Они намеревались создать демократически избранные органы исполнительной власти и созвать Учредительное собрание. В то же время социалисты также сформировали Петроградский совет рабочих и солдатских депутатов, который стал наряду с Временным правительством органом власти, создав ситуацию, называемую двоевластие.